# Historia de la Comunidad de Madrid

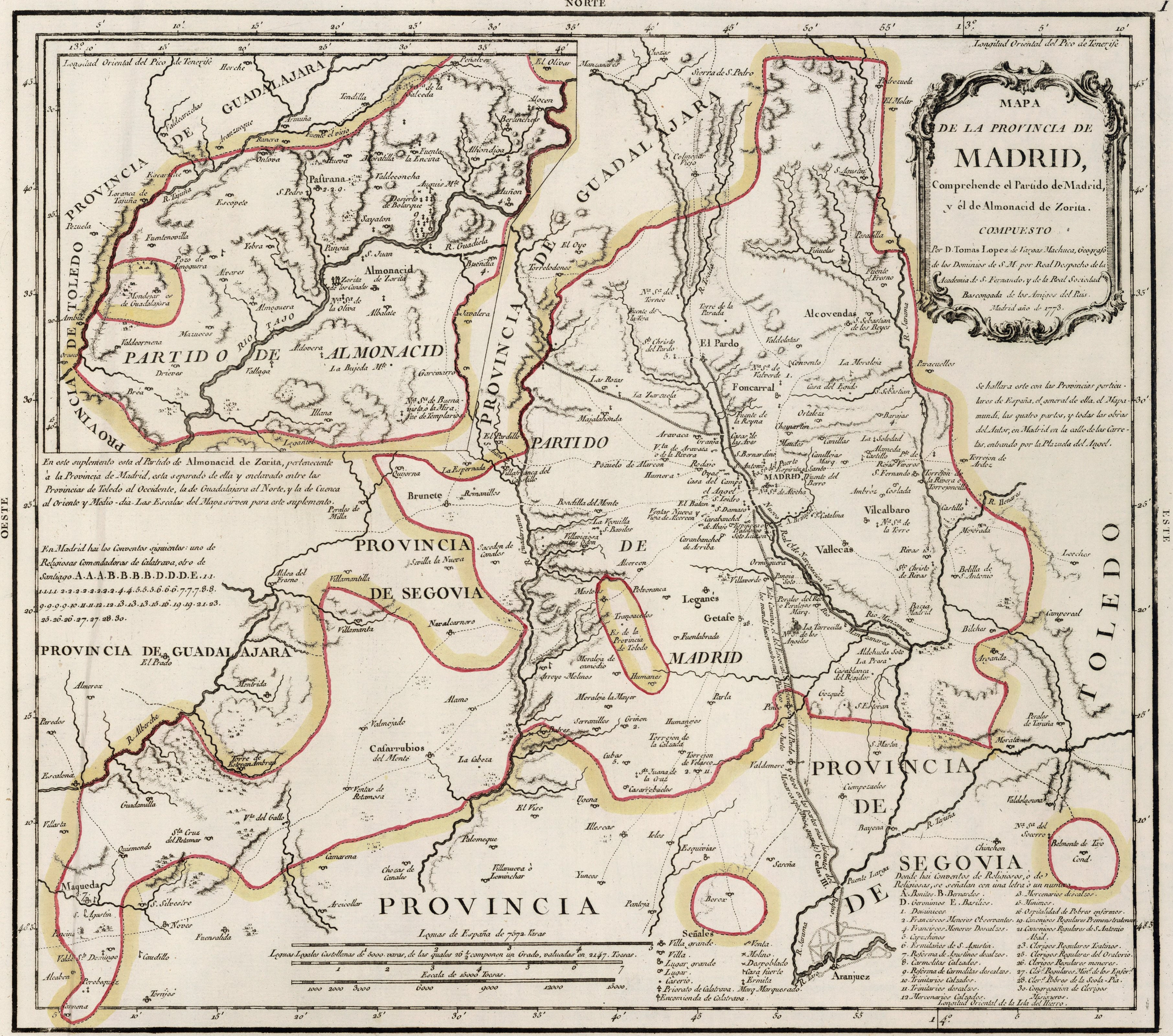
Mapa de la provincia de Madrid, realizado por Tomás López de Vargas en 1773. Puede observarse la desarticulación del territorio que compondrá luego la actual provincia. Ocupado por Segovia, Guadalajara y Toledo, sin solución de continuidad territorial, la provincia de Madrid invade, por su parte, a la de Guadalajara (el recuadro superior izquierda corresponde al partido de Almonacid de Zorita) y a la de Toledo.

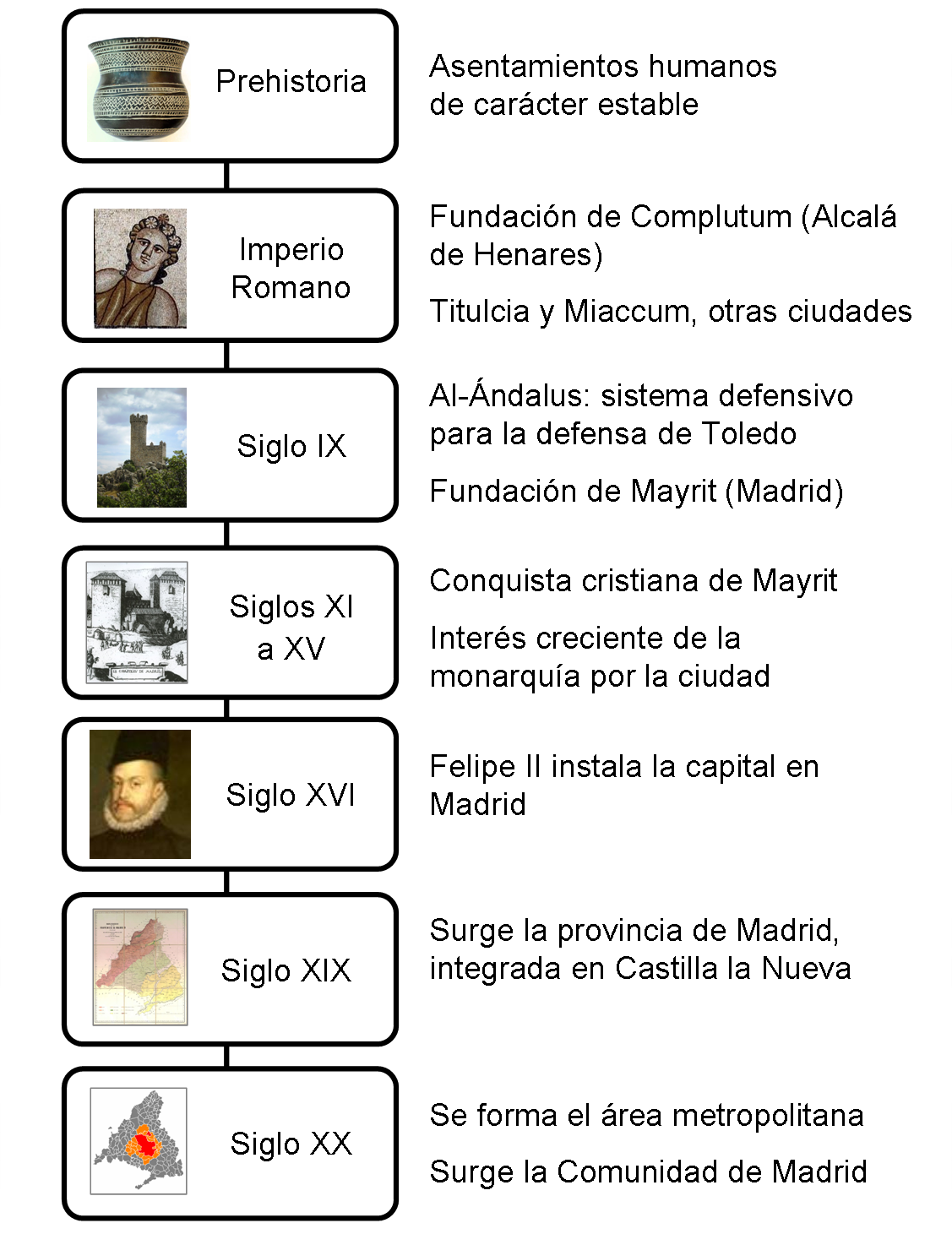
Cronología histórica de la Comunidad de Madrid.

La historia de la Comunidad de Madrid como tal es muy reciente. La provincia se constituye administrativamente en el siglo XIX y, a finales del siglo XX, se configura como una comunidad autónoma uniprovincial. No obstante, existen algunos hitos históricos anteriores, decisivos para la definición del actual perfil de la región:
- La presencia de asentamientos humanos, de gran importancia y extensión, en la Prehistoria;
- La aparición de Complutum (Alcalá de Henares) en la época romana;
- La decadencia de Complutum en la época visigoda, que conduce a una ruralización de la región y a su supeditación a la capital del reino, Toledo.
- El carácter defensivo que adquiere el territorio madrileño en el periodo andalusí y el papel preponderante de Mayrit (Madrid) en la defensa de Toledo y como centro de la red viaria, con Talamanca como bastión defensivo al norte defendiendo el curso del Jarama;
- La constitución del concejo de la Tierra de Madrid durante la Reconquista, primer gran embrión de la posterior realidad administrativa;
- La designación de la villa de Madrid como capital durante el Renacimiento, en lo que constituye el segundo y más decisivo embrión;
- La expansión metropolitana del siglo XX, que resulta transcendental para la conformación de la actual comunidad autónoma.

Entre todos estos hitos, la capitalidad se destaca como el de mayor determinación histórica. En el siglo XVI, Felipe II sitúa la capital de su imperio en la villa de Madrid (año 1561). Surgen entonces los primeros esfuerzos para articular una región en torno a la Corte, con los que poner fin a la disgregación territorial de las comarcas aledañas. Hasta entonces, las tierras comprendidas entre las sierras de Guadarrama y de Somosierra y el río Tajo estaban vinculadas de manera dispersa a varias jurisdicciones, sin una solución de continuidad territorial.
A Guadalajara le correspondían los partidos de Colmenar Viejo y Buitrago del Lozoya, así como el señorío del Real de Manzanares, coincidente en gran parte con la zona de la sierra de Guadarrama. Segovia extendía sus dominios al norte y oeste de la actual provincia madrileña, mientras que Toledo ocupaba el este, con Alcalá de Henares y Chinchón como núcleos destacados. De Madrid dependían Casarrubios, en la actual provincia de Toledo, y Zorita de los Canes, en la de Guadalajara.
Esta dispersión territorial —consecuencia de la forma en que se desarrolló la Reconquista y el posterior proceso de repoblación, durante la Baja Edad Media— se corrige parcialmente en los siglos XVI y XVII. Con la capitalidad, se impone un marco de subordinación económica a las tierras colindantes con la villa de Madrid, que incluso iba más allá de los actuales límites de la Comunidad de Madrid. Pero aún se está muy lejos de una auténtica realidad administrativa.
Después de algunos intentos de reorganización territorial en el siglo XVIII, la articulación como provincia de Madrid ve la luz definitivamente en el siglo XIX, en el contexto de la reforma impulsada por Javier de Burgos, con la que entra en vigor la actual división provincial de España (año 1833). La recién creada provincia de Madrid se integra en la región de Castilla la Nueva, junto con Ciudad Real, Cuenca, Guadalajara y Toledo.
El salto de provincia a comunidad autónoma se da mucho después, a finales del siglo XX, con la puesta en marcha del Estado de las Autonomías. Al hecho de la capitalidad, que fue decisivo para la creación de la provincia, se le añade ahora la condición metropolitana de la nueva comunidad. Este rasgo resulta clave para su segregación de la antigua región de Castilla la Nueva, dados los fuertes desequilibrios sociales, económicos y demográficos que introducía la provincia madrileña, y su configuración como comunidad uniprovincial.

## Prehistoria, época romana y época visigótica

### Prehistoria

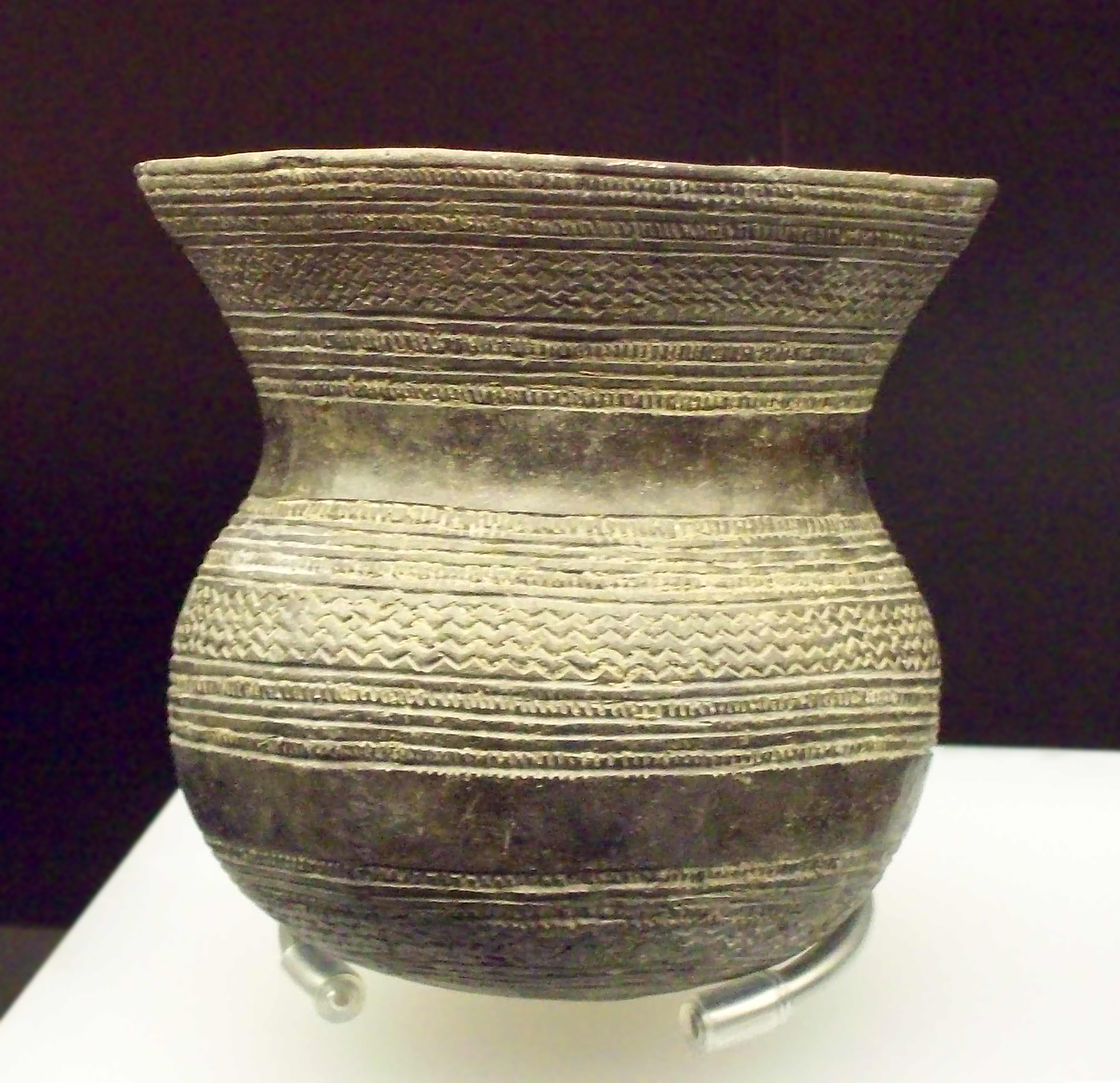
Vaso campaniforme de Ciempozuelos. Museo Arqueológico Nacional.

El territorio que actualmente ocupa la Comunidad de Madrid estuvo poblado desde el Paleolítico Inferior, como así lo atestiguan los ricos yacimientos arqueológicos de las cuencas de los ríos Manzanares, Jarama y Henares, así como las pinturas y grabados rupestres encontrados en La Pedriza del Manzanares (Manzanares el Real) y en la Cueva del Reguerillo (Patones). Los restos más remotos, hallados en el término municipal de Arganda del Rey, datan del Achelense antiguo. 
Entre los vestigios prehistóricos más importantes, destaca especialmente el vaso campaniforme de Ciempozuelos, que ha dado nombre a un tipo especial de cerámica. Data del Bronce Inicial y está fechado entre 1970 y 1470 a. C.).
Se han encontrado abundantes restos celtibéricos, correspondientes al siglo IV a. C., que informan de una intensa actividad humana, mucho antes de la romanización de la península ibérica.

### Época romana
Durante el Imperio romano, la región quedó integrada en la provincia Citerior. Surcada por varias calzadas romanas, era un lugar muy transitado, con algunas urbes de importancia.

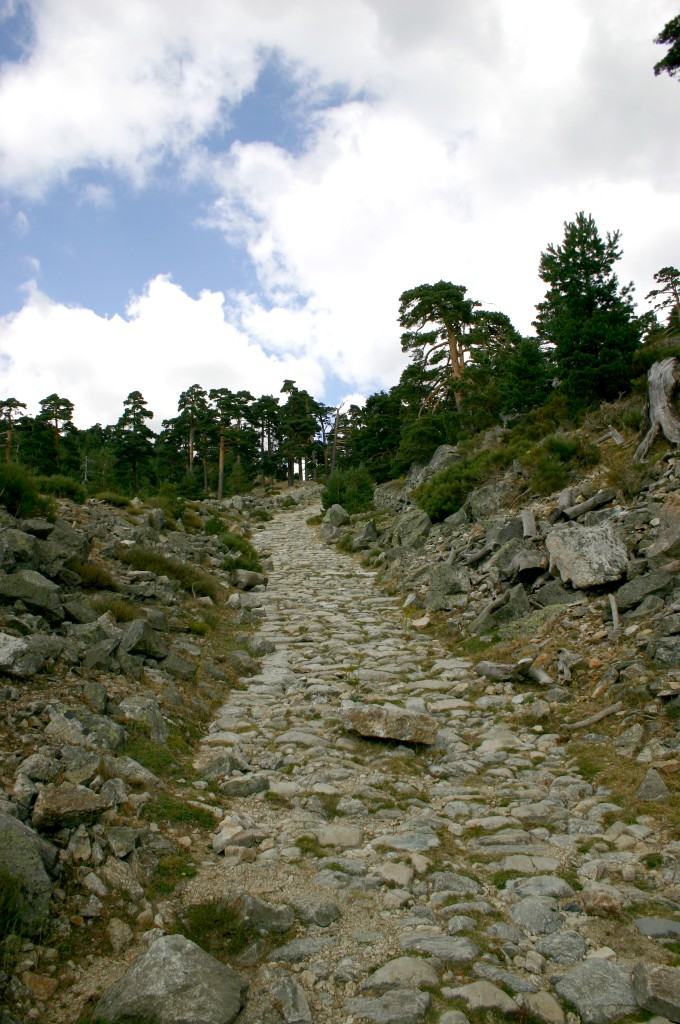
Vía romana de la Fuenfría, en la sierra de Guadarrama.

Complutum alcanzó sin duda el título de Municipio, probablemente ya en la época de Augusto, mientras que Titulcia (de disputada localización: Titulcia, Móstoles, Carranque, Aranjuez, Villanueva del Pardillo o Villaviciosa de Odón) y Mantua (Villamanta) quizás accedieron a la categoría de municipios en la época de los Flavios.
Desde el siglo I se desarrolla el sistema de villae en la región de Madrid, que tienen su época de esplendor en el Bajo Imperio y se localizan en los valles de los ríos y próximas a las vías de comunicación. Destacan las de Valdetorres, Ciempozuelos y Titulcia junto al Jarama; las de los alrededores de Alcalá (El Val...), Meco, Torres de la Alameda, Torrejón, San Fernando y Velilla en el valle del Henares; Carabaña, Tielmes y Chinchón en el Tajuña, las de la Casa de Campo, Arroyo de Meaques y Arroyo de la Vega, Puente de los Franceses y Puente de Segovia, Carabanchel, Villaverde Bajo, Vallecas, Getafe (La Torrecilla), San Martín de la Vega (La Marañosa) y Rivas-Vaciamadrid en el valle del Manzanares; las de Villamanta en el del Alberche; Móstoles en el del Guadarrama; Aranjuez en el del Tajo y otras en arroyos y subafluentes como las de Barajas y Pinto.
Por la actual Comunidad de Madrid discurrían numerosas vías, entre las que destacaban las que unían Augusta Emerita (Mérida) con Caesar Augusta (Zaragoza) y Asturica (Astorga) con Corduba (Córdoba). Aún se conserva parte de la calzada romana que pasaba por Cercedilla, construida en el siglo I después de Cristo, y que atravesaba la Sierra de Guadarrama.
La ciudad de Complutum (Alcalá de Henares) brilló con luz propia hasta el Bajo Imperio, mientras que Titulcia y Miaccum (cuyos restos han sido descubiertos en el término municipal de Collado Mediano) se citan en las fuentes en relación con las vías de comunicación.

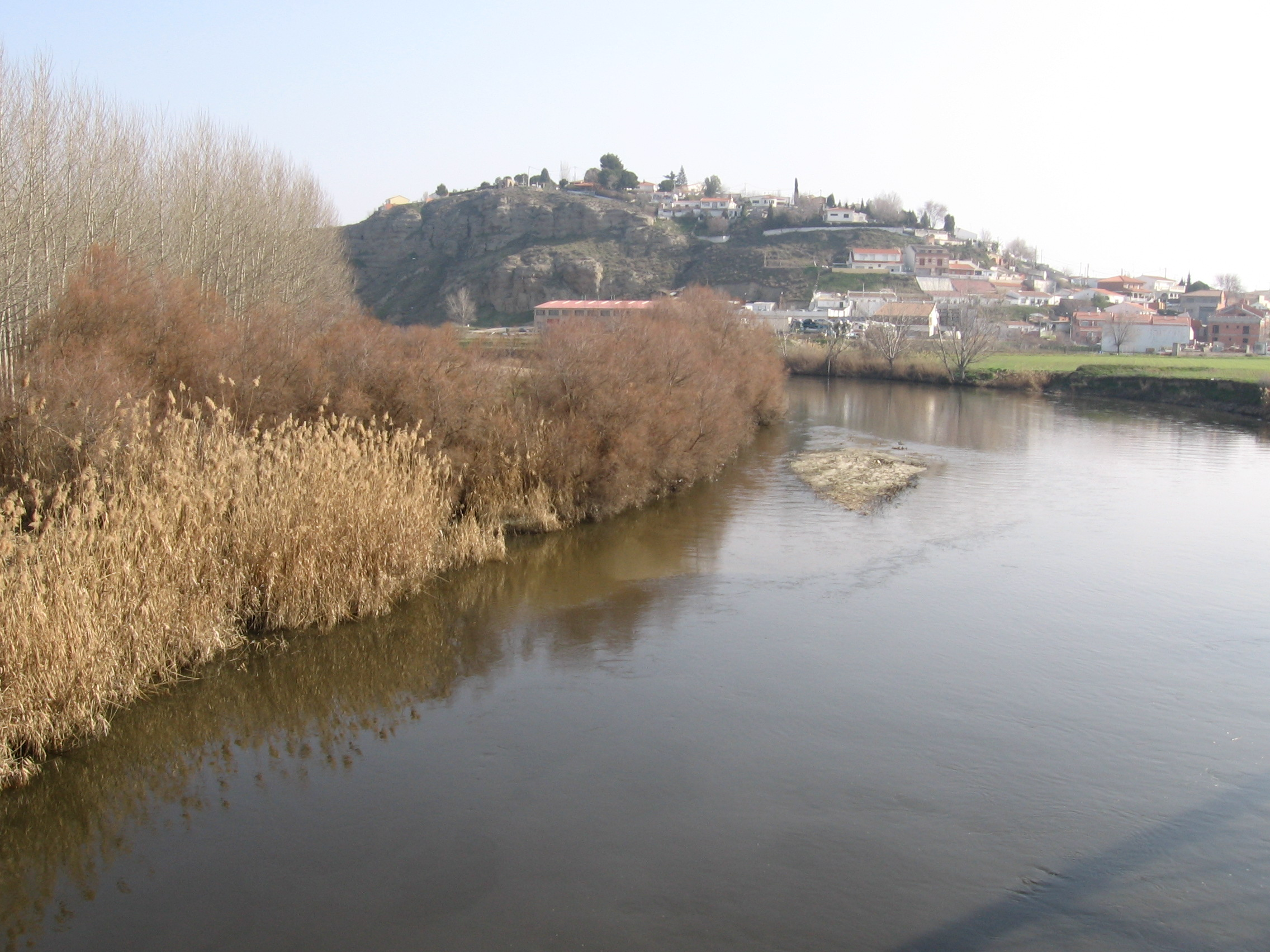
El oppidum de Titulcia.
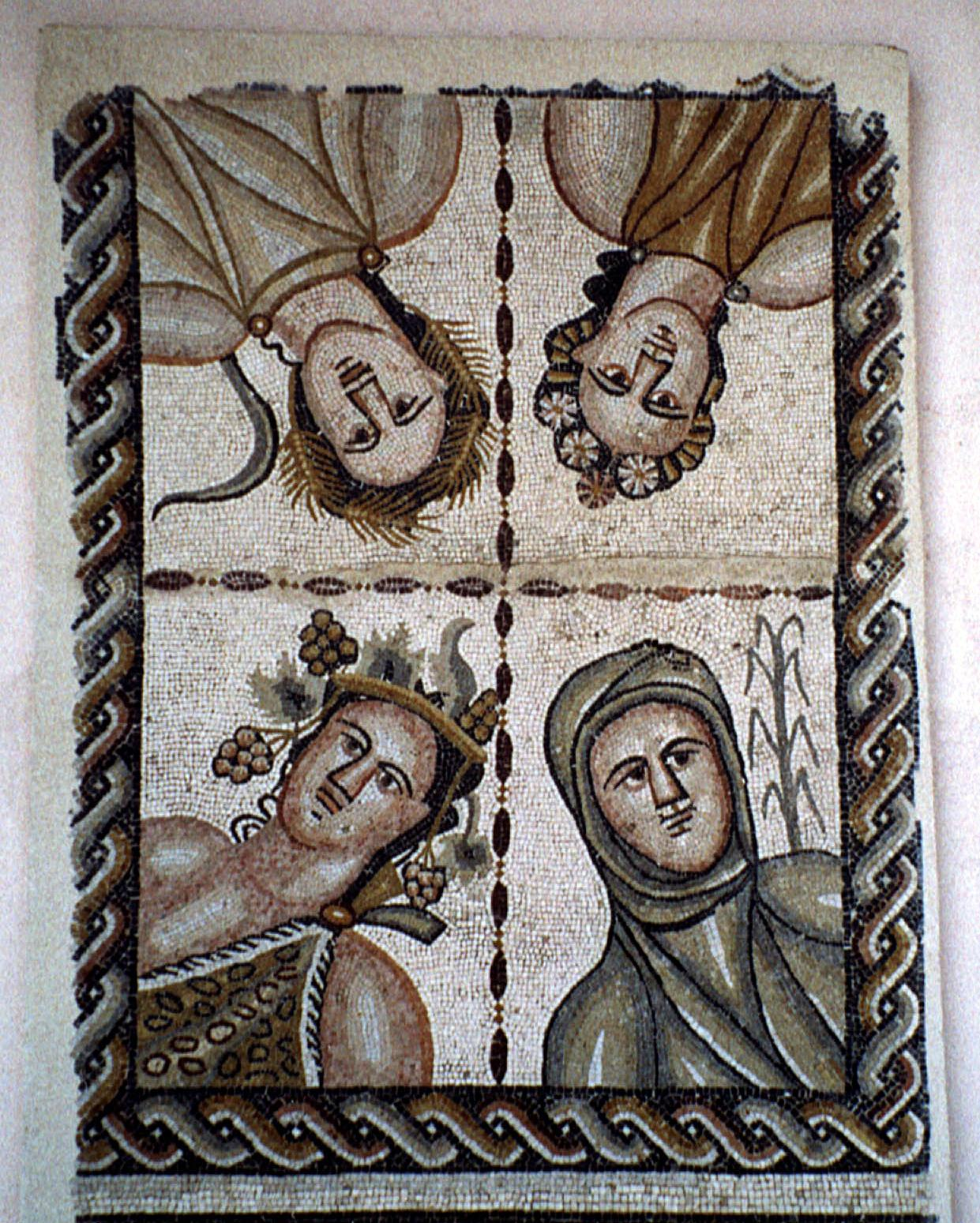
Mosaico romano hallado en Complutum (Alcalá de Henares).
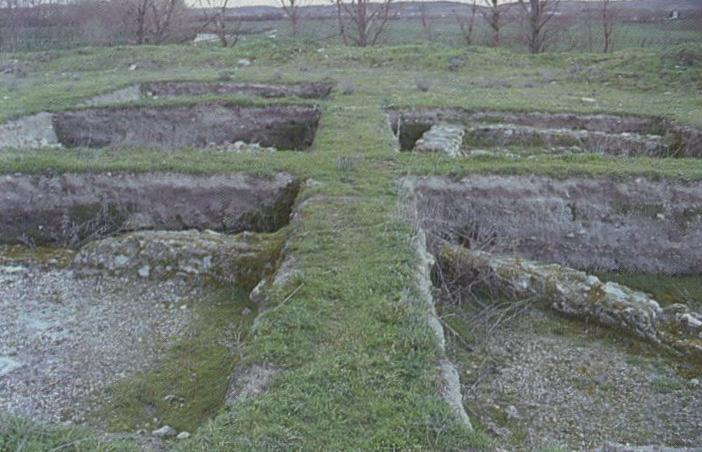
Restos de villa romana en Getafe.
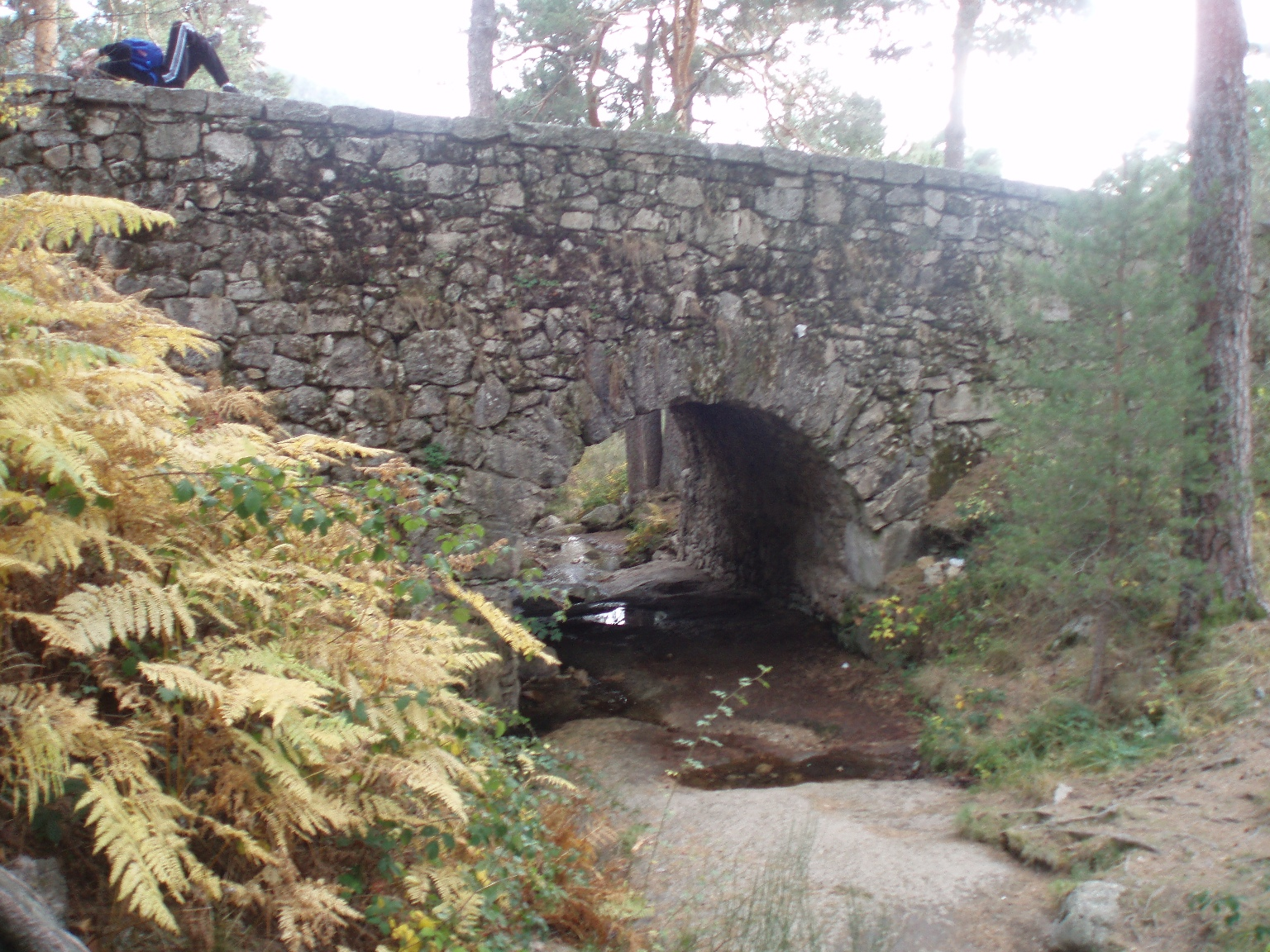
Puente romano de 'El Descalzo' en Cercedilla.

### Época visigótica

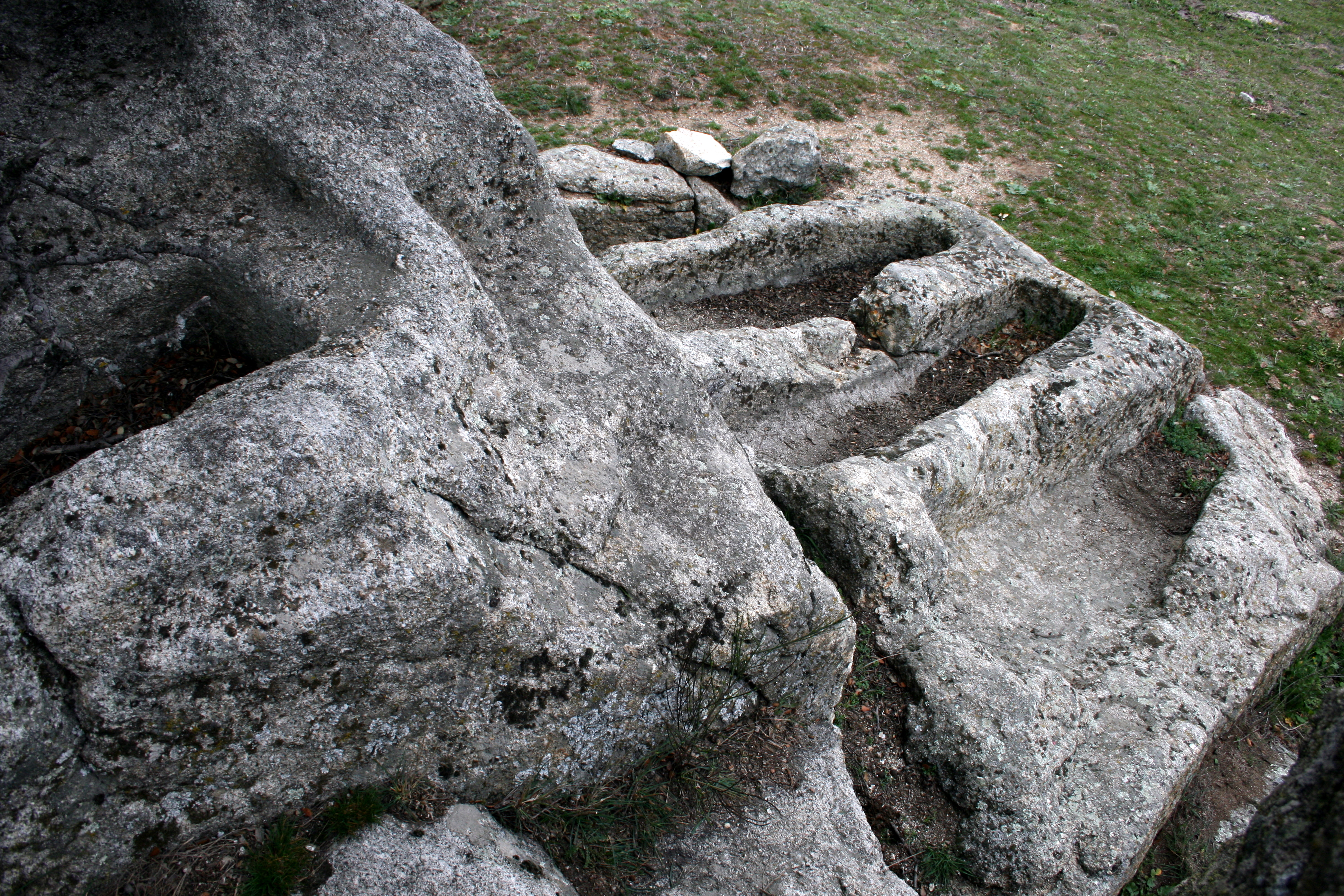
Tumbas visigodas, o VII d. C. del yacimiento de Fuente del Moro en Colmenar Viejo, Madrid.

El rastro visigodo en la Comunidad de Madrid es muy escaso, el único impacto aparente se encuentra el desarrollo de algunos enclaves y un cierto desarrollo rural mediante el surgimiento de pequeñas aldeas y granjas. Esto fue debido a su relativa proximidad a Toledo, que era la capital del reino.
En la época visigótica, la región perdió toda relevancia. Su población se dispersó en pequeñas aldeas, muchas de ellas apenas conocidas por sus necrópolis. Recientemente se halló en pleno centro Talamanca, en la Plaza de la Constitución junto al Morabito, una necrópolis visigótica integrada por sepulcros sofisticadamente elaborados en ladrillo, flanqueando los restos de un ábside de la misma época, al norte del actualmente existente, y el inicio de una nave. La existencia de un antiguo templo religioso dota a este hallazgo de una importancia única en la región.
Incluso Complutum entró en decadencia. La ciudad fue designada sede episcopal en el siglo V, por orden de Asturio, arzobispo de Toledo, tras la aparición en su entorno de los restos mortales de los Santos Justo y Pastor. Sin embargo, este hecho no fue suficiente para devolverle el esplendor perdido.

## Al-Ándalus

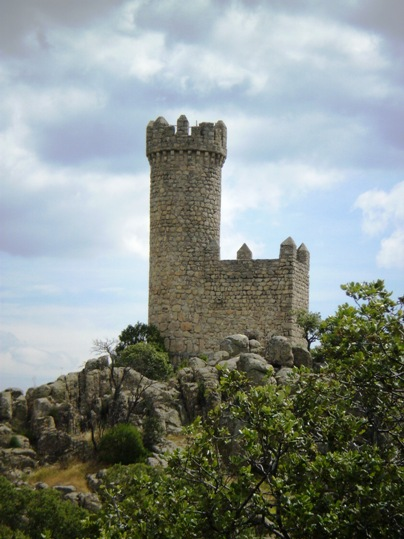
La Atalaya de Torrelodones formaba parte de un sistema militar jerarquizado durante la defensa de Toledo.

El centro peninsular fue una de las regiones más despobladas de Al-Ándalus hasta bien entrado el siglo VIII. No había núcleos urbanos destacables, ni siquiera en lo que respecta a Complutum, prácticamente deshabitada hasta el citado siglo.
A partir del siglo IX, la importancia del territorio madrileño se incrementa. La región adquiere un gran valor estratégico en la defensa de Toledo, ante el avance de los reinos cristianos desde el Norte peninsular, y pasa a convertirse en la posición defensiva más avanzada de Al-Ándalus, justo en la frontera con la Marca media.
Los musulmanes, en la época del emir Mohamed I de Córdoba, construyeron diferentes fortalezas a lo largo de toda la región. La de Talamanca, que defendía la vía del Jarama, se fundó antes del año 860, correspondiendo en su posición más cercana a la sierra y a su rol como núcleo defensivo de mayor importancia y llegó a estar rodeada por un sistema de cinco atalayas en las poblaciones cercanas; la fortaleza de Mayrit (Madrid), que defendía el camino del río Manzanares, se erigió en una fecha indeterminada entre los años 860 y 880, como un ribat, un pequeño recinto amurallado donde convivía una comunidad a la vez religiosa y militar, en lo que constituye el núcleo fundacional de la ciudad; el sistema defensivo se completaba con Qal'-at'-Abd-Al-Salam (Alcalá de Henares) que protegía el curso del Henares, formando un sistema defensivo jerarquizado en tres cabeceras, que controlaban las tres vías fluviales más relevantes. Surgen también otros enclaves militares construidos alrededor de este sistema, como Qal'-at-Jalifa (Villaviciosa de Odón)— y otras atalayas, más cercanas al puerto de Guadarrama, como la Torrelodones.
Durante el primer año del gobierno del emir de Córdoba Mohamed I (852-886), en el verano del año 853, una rebelión en Toledo continuaba con la inestabilidad política del emirato de su padre Abderramán II. Esta ocasión fue aprovechada por el rey asturiano Ordoño I para iniciar una ofensiva militar y provocar el hundimiento de la frontera media del emirato de Córdoba. En el 861 las tropas del rey cristiano, comandadas por el primer Conde de Castilla, Rodrigo, tomaron circunstancialmente Talamanca provocando una gran matanza y destrucción en la ciudad. Algunas crónicas indican que se mató a todos los árabes que portaban armas y se apresó al resto de la población.

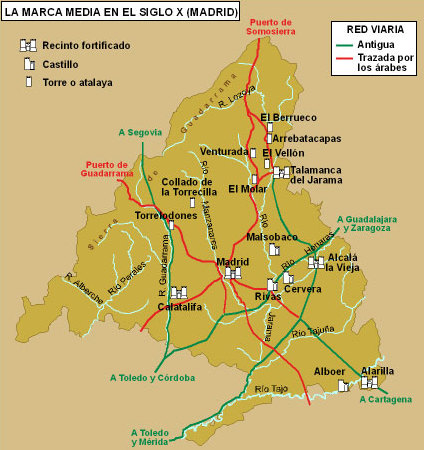
La Marca Media en el (Madrid).

Tras la incursión de Ordoño, y especialmente tras la de Alfonso II en 881, que llegó a las inmediaciones de Toledo, Mayrit se hizo con la primacía defensiva de la zona y la importancia de Talamanca en la región comenzó a declinar. Durante el siglo X Mayrit se había convertido ya en el centro de la red viaria de la región, un rol que conserva desde entonces.
Según el Bayan-al Mugrib, en el año 920, reinando en Córdoba ´Abd-al-Rahman III, el gobernador de Guadalajara derrotó a una gran expedición de cristianos leoneses que había atravesado los puertos del Sistema Central con la intención de atacar Guadalajara. El emplazamiento que asediaron, cercano a Guadalajara, aparece reseñado como al-Qul’aya, que se puede traducir como “el castillejo”. Lévi-Provençal lo identificó como la pequeña fortaleza que precedió a la que dio nombre a la ciudad actual de Alcalá.
En una nueva incursión Ramiro II en el 939 tomó la alcazaba madrileña, abandonándola de forma inmediata. En este año se data también uno de los episodios de destrucción registrados en la muralla de Talamanca. Este año Abderramán III decide lanzar la mayor ofensiva conocida sobre los reinos cristianos: La Campaña de la Omnipotencia, que desemboca en la batalla de Simancas. En el repliegue se desplaza hacia el valle de Riaza, desde donde se habían producido numerosas incursiones hacia Guadalajara y el norte de Madrid, "No queda un castillo sin derribar, una población sin arrasar ni un sembrado que asolar".  Sufren sin embargo poco después una emboscada en los barrancos de Alhándega. Como consecuencia de ello los reinos cristianos consolidan su poder en la cuenca del Duero y disminuyen las incursiones por el norte de Madrid.
En el año 961 Alhakén II sucede a su padre Abderramán III, iniciando un periodo de paz y prosperidad que supone el apogeo del califato omeya.
El sistema defensivo junto con los conflictos existentes entre los reinos cristianos redujo las incursiones, la sierra de Guadarrama funcionó además como frontera natural entre el Califato de Córdoba y el Condado de Castilla, hasta bien entrado el siglo XI.
En esta época nació uno de los primeros hijos ilustres de la región: Maslama al-Mayriti (Madrid, siglo X), llamado «el Euclides andalusí». Fue un notable astrónomo y fundador de una escuela matemática en Córdoba.

## La Reconquista y la repoblación cristiana

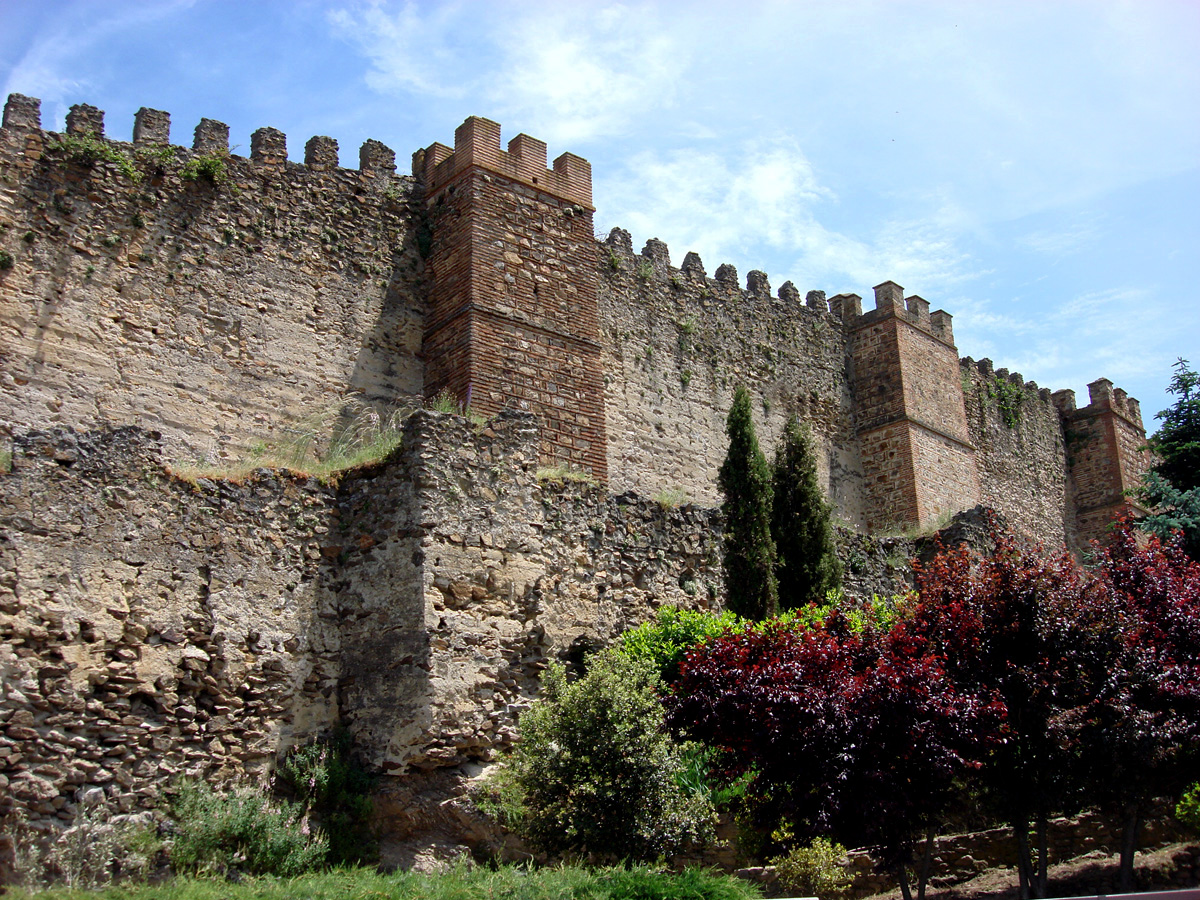
Murallas de Buitrago del Lozoya, villa que cumplió un importante papel repoblador en los siglos y.

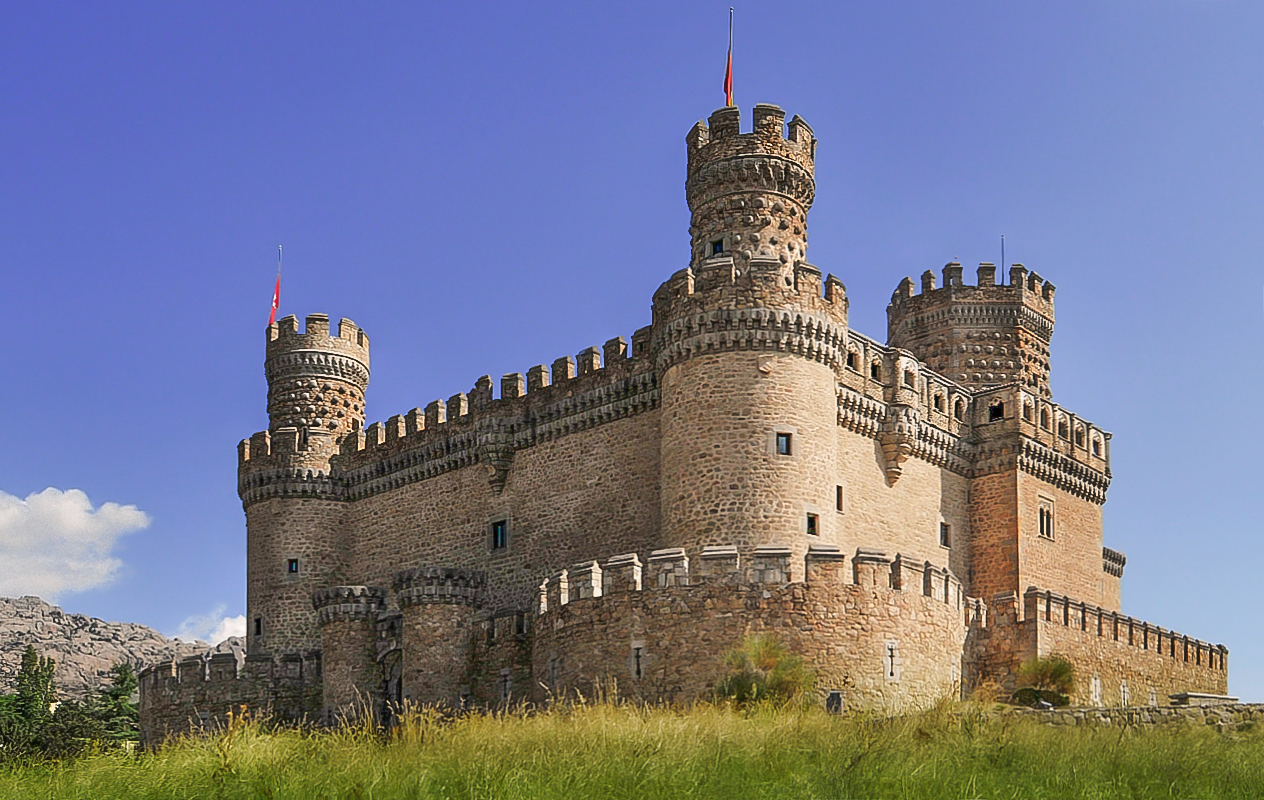
El castillo de la Casa de Mendoza, cuartel general del disputado territorio del Real de Manzanares.

En el siglo XI, el sitio de Madrid se convierte en un objetivo codiciado por parte de las tropas cristianas, que, después de muchas campañas malogradas, comprenden que no es posible conquistar Toledo si antes no sucumbe Madrid.
En 1062 se produjo un primer asalto por parte de las tropas del rey Fernando I, cuyas tropas realizaron importantes destrozos en Talamanca, Alcalá y Uceda.
Finalmente, el rey Alfonso VI toma la ciudad para León en el año 1083 y dos años después entra en Toledo. A principios del siglo XII, caen Alcalá de Henares (1118) y el castillo de Oreja (1139), el último reducto musulmán en el territorio actualmente ocupado por la provincia madrileña.
Las nuevas tierras conquistadas por los cristianos, lejos de articularse administrativamente en una única región, se disgregan alrededor de varios dominios. Alcalá de Henares, por ejemplo, queda en manos del poderoso Arzobispado de Toledo, en el que permanece hasta finales del siglo XIX.
La fragmentación territorial es consecuencia de un largo y tortuoso proceso de repoblación (siglos XI a XV), desarrollado en dos fases. Entre los siglos XI y XII, la prioridad era consolidar las antiguas plazas militares de los musulmanes y sus territorios aledaños, con una clara intención defensiva. Madrid, Talamanca de Jarama, Alcalá de Henares y Buitrago del Lozoya se destacaron como las principales villas repobladoras en los citados siglos, que vivieron una época de esplendor hacia el siglo XIII.
Las conquistas de Fernando III el Santo por los valles del Guadiana y del Guadalquivir hicieron mudar la función de estas tierras: ya no eran tierras terminantes, sino camino de paso que, conectaba la Meseta norte con las amplias tierras despobladas de la Meseta sur.
Una vez aseguradas las plazas, el proceso repoblador buscó después objetivos estrictamente sociodemográficos y económicos. Esta segunda etapa, que ocupó los siglos XIII, XIV y XV, resultó especialmente complicada, ante las pugnas de las diferentes villas castellanas por hacerse con el dominio de las nuevas tierras y el creciente poder de los señores feudales.
Madrid fue la única ciudad de la región que tuvo un papel activo en esta última fase, ante el declive en el que se sumergieron Buitrago, Alcalá y Talamanca, todas ellas dominadas por señores feudales o eclesiásticos. La villa madrileña fue, de hecho, el único núcleo urbano que consiguió mantener una personalidad jurídica propia, en primer término con el Fuero viejo y posteriormente con el Fuero Real, concedido por Alfonso X en 1262 y ratificado por Alfonso XI en 1339.
De esta época se conservan restos románicos y románico-mudéjares en diferentes puntos de la actual provincia. La iglesia del Monasterio Cisterciense de Santa María de Valdeiglesias (en Pelayos de la Presa), del siglo XII; el templo visigótico-románico de San Antonio de La Cabrera, del siglo XI; y la iglesia de San Bautista de Talamanca de Jarama, construida a finales del siglo XII, son los edificios románicos más sobresalientes. Por su parte, el románico-mudéjar madrileño encuentra sus mejores ejemplos en las iglesias de San Nicolás de los Servitas (siglo XII) y San Pedro (siglo XIV), ambas en Madrid. También Móstoles (Nuestra Señora de la Asunción, siglo XIII), Camarma de Esteruelas (San Pedro, siglo XIII), Valdilecha (iglesia parroquial edificada en los siglos XIII y XIV, con interesantes pinturas murales) y Talamanca de Jarama (ermita de los Milagros, siglo XIII) cuentan con notables restos románico-mudéjares.
Alrededor de la ciudad se constituyó un territorio administrativo denominado Tierra de Madrid, el primer germen de la provincia, que se extendía, en sus extremos, hasta los actuales términos municipales de San Sebastián de los Reyes, Cobeña, Las Rozas de Madrid, Rivas-Vaciamadrid, Torrejón de Velasco, Alcorcón, San Fernando de Henares y Griñón.
El Concejo madrileño, que disfrutaba de potestad real para repoblar nuevas tierras, mantuvo numerosos litigios con Segovia para anexionarse el Real de Manzanares. Esta comarca, muy rica en recursos naturales, estaba integrada por una villa principal, Manzanares (en la actualidad Manzanares el Real), y los siguientes lugares: Alpedrete, El Boalo, Becerril de la Sierra, Cercedilla, Chozas (ahora Soto del Real), Colmenarejo, Colmenar Viejo, Collado Mediano, Collado Villalba, Galapagar (incluyendo Navalquejigo, Villanueva del Pardillo y Torrelodones), Guadalix de la Sierra, Guadarrama, Hoyo de Manzanares, Mataelpino y Los Molinos.
Finalmente, el Real de Manzanares fue cedido a la Casa de Mendoza, según disposición del rey Juan I, fechada el 14 de octubre de 1383. En 1475 dieron comienzo las obras de la fortaleza-palacio de Manzanares el Real, sobre los restos de una ermita románico-mudéjar, el más bello castillo de la Comunidad de Madrid.

## Una creciente influencia política y cultural

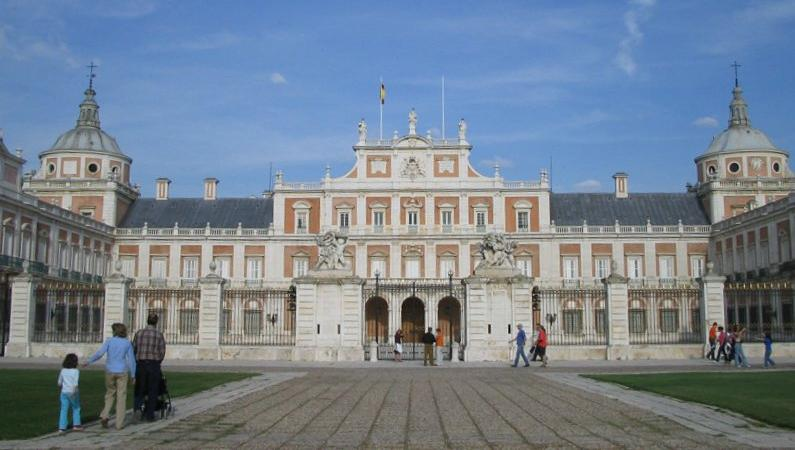
Los Reyes Católicos ordenaron la construcción del Palacio Real de Aranjuez, en el. Su aspecto actual es el resultado de varias ampliaciones posteriores que culminaron con Carlos III, en el.

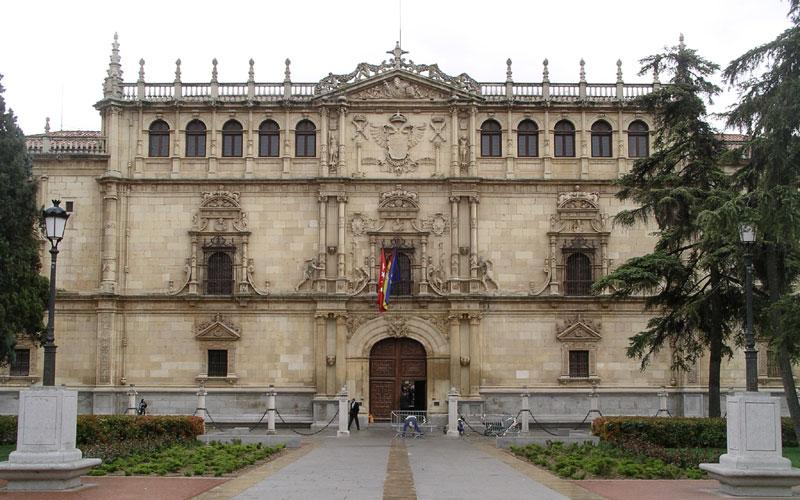
La Universidad de Alcalá de Henares o Cisneriana abrió sus puertas en 1508, a instancias del Cardenal Cisneros.

En el siglo XIV, Enrique III frecuentaba la región, atraído por sus abundantes bosques y cotos de caza. El rey pasaba largas temporadas en El Pardo y aprovechaba la cercanía de la villa de Madrid para convocar las Cortes del Reino. A partir de ese momento, el territorio madrileño establece una estrecha relación con la monarquía española, que culmina en el siglo XVI con la elección de la villa de Madrid como capital de España. Este aspecto resultará clave para la constitución del territorio madrileño como provincia (siglo XIX) y, finalmente, como región (siglo XX).
Entre los siglos XIV y XVI, antes de la capitalidad, Madrid fue elegida en diez ocasiones como sede de las Cortes de Castilla. Ninguna otra villa castellana, excepción hecha de Valladolid, había acogido tantas veces las Cortes del Reino.
No solo la ciudad de Madrid incrementó su importancia política, sino también otros enclaves de la región, como El Pardo y Aranjuez, constituidos en Reales Sitios en los siglos XIV y XV, respectivamente. En el siglo XVI se les sumó el Real Sitio de San Lorenzo de El Escorial, con Madrid ya designada como capital.
La predilección mostrada por la monarquía hacia las tierras madrileñas se fundamenta en varios factores. Su ubicación en el centro peninsular, equidistante de todos los puertos de mar, resulta determinante, pero también sus favorables condiciones medioambientales. Cronistas de la época hacían constantes referencias a su abundancia forestal, de pastos y de caza, sus buenas aguas, sus aires saludables e, incluso, la riqueza de sus canteras. Valores que se hacían extensibles no solo a la villa de Madrid, sino a buena parte de la región, con especial énfasis en las comarcas serranas y Aranjuez, residencia real desde tiempos de los Reyes Católicos.
A todo ello se unía la ausencia de un poder eclesiástico sólido y establecido, hecho que resultó clave para que la capitalidad recayese finalmente sobre Madrid y no sobre Toledo. Así relata el humanista Cristóbal Lozano (siglo XVII), en un análisis sobre la decisión de Felipe II de llevar la Corte a Madrid:

En esta imperial ciudad [por Toledo] reside y habita el pontífice y primado de todas las iglesias de sus reinos, a cuya majestad no era justo hacer sombra con la suya.

A la creciente influencia sociopolítica de la ciudad de Madrid se le añadió, en el siglo XVI, el foco cultural de la Universidad de Alcalá de Henares, impulsada por el cardenal Cisneros (Torrelaguna, 1436), otro hijo ilustre de la región. Conocida también como Universidad Cisneriana, por su fundador, abrió sus puertas en 1508. Algunos historiadores sitúan su origen en el año 1293 con la creación de los Estudios Generales.
Alcalá vivió así su gran momento de esplendor, antes de su declive oscurecida por la capitalidad de Madrid y su posterior repunte, ya en el siglo XX, como pujante ciudad metropolitana, su declaración como Patrimonio de la Humanidad y su designación como sede de los Premios Cervantes.

## La capitalidad de Madrid

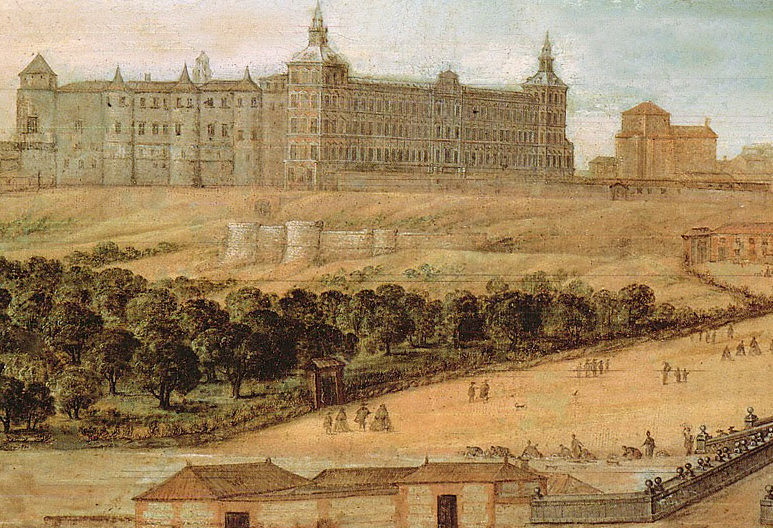
El desaparecido Real Alcázar de Madrid fue residencia de los monarcas españoles, entre ellos, Carlos I, que lo reformó y amplió. La pintura es del.

En el siglo XVI, el rey Felipe II situó la capital de su imperio en Madrid (año 1561). En contra de la creencia generalizada, la ciudad no era un población irrelevante en medio de la Meseta Central.
Bien es verdad que su población (en torno a los 15 000 habitantes antes de la capitalidad) era muy inferior a la de Toledo (60 000) y a la de Valladolid (aproximadamente 40 000), otras dos villas con posibilidades para ser designadas como capitales. Pero su importancia era incuestionable: no solo era frecuentada asiduamente por los reyes de Castilla —algunos de ellos fijaron allí su residencia temporalmente—, sino que pertenecía al exclusivo y reducido grupo de ciudades con voz y voto en las Cortes del Reino. Solo dieciocho villas castellanas disfrutaban de este privilegio.
Otra prueba de la influencia política de la villa es el interés mostrado por el emperador Carlos I, que ordenó la reforma y ampliación del Real Alcázar de Madrid, posiblemente para fijar allí la Corte de forma definitiva. Así sugiere el historiador Luis Cabrera de Córdoba (siglo XVI), en referencia a Felipe II:

El Rey Católico, juzgando incapaz la habitación de la ciudad de Toledo, ejecutando el deseo que tuvo el emperador su padre [Carlos I] de poner su Corte en la Villa de Madrid, determinó poner en Madrid su real asiento y gobierno de su monarquía.

Carlos I de España, incluso, llegó a planificar la construcción de una catedral en Madrid, para evitar su dependencia religiosa de Toledo, pero el poderoso Arzobispado de esta ciudad truncó la iniciativa.

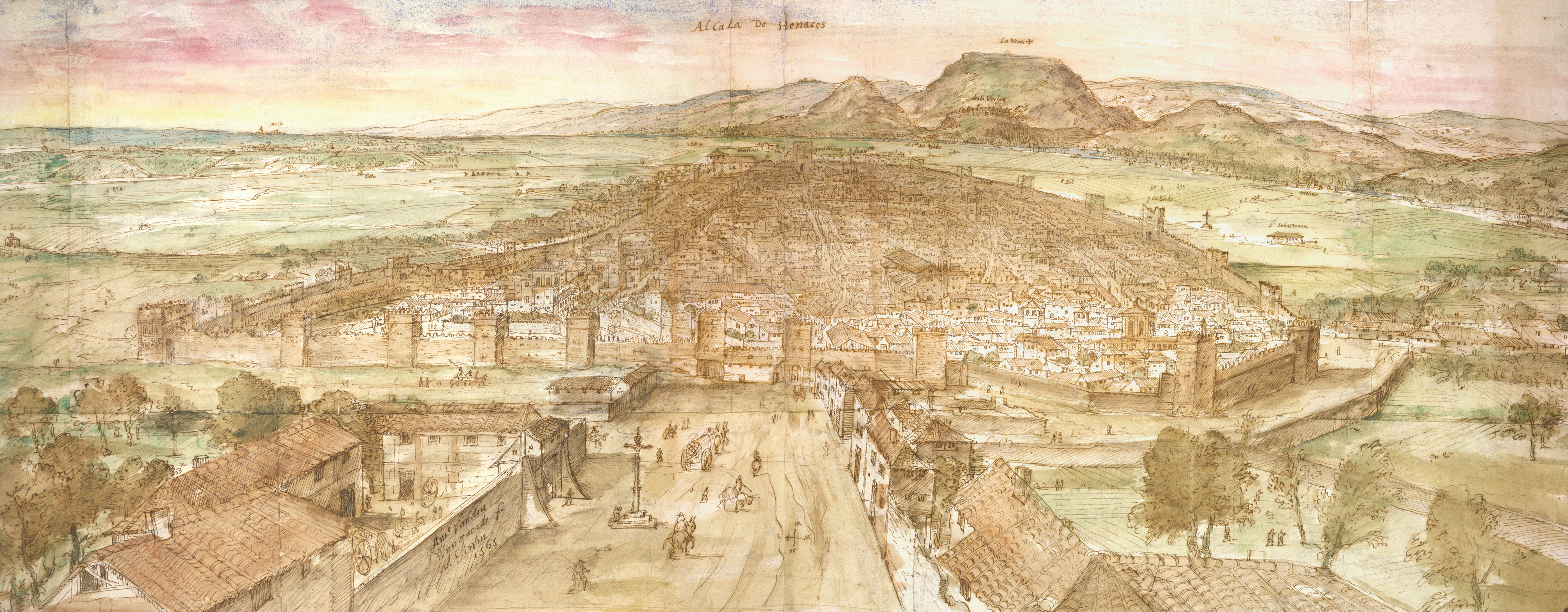
Alcalá de Henares en el por Anton van den Wyngaerde.

La designación de Madrid como capital impulsó lo que puede entenderse como el segundo embrión de la provincia madrileña. Aunque no existía una auténtica regulación administrativa de la región, los monarcas fueron desarrollando un marco de dependencia económica de las tierras colindantes con la villa, que se extendía más allá de los límites actuales de la Comunidad de Madrid. También se promovió una extensión competencial de la Sala de Alcaldes de Casa y Corte (de cinco a diez leguas en su torno), en un intento por articular una región alrededor de la capital.
Pero aún se estaba muy lejos de una auténtica realidad administrativa, sobre todo teniendo en cuenta que el Estado del Antiguo Régimen convivía con la existencia de numerosas jurisdicciones señoriales, tanto laicas como eclesiásticas. Entre las primeras, se encontraban señoríos de gran extensión, como el Real de Manzanares —en manos de los Mendoza— y otros de pequeñas dimensiones, como el señorío de Valverde de Alcalá. Entre las segundas, había jurisdicciones monásticas (como la Cartuja de El Paular), del clero secular (como las extensas posesiones del Arzobispado de Toledo) y de órdenes militares (caso de la Encomienda Mayor de Castilla de la Orden de Santiago, que ocupaba Valdaracete, Villarejo de Salvanés y Fuentidueña de Tajo).
La necesidad de una organización territorial, de carácter administrativo, se puso especialmente de manifiesto durante las obras del Monasterio de San Lorenzo de El Escorial, que dieron comienzo en 1563 a instancias de Felipe II. Su construcción supuso una serie de demandas en términos de infraestructuras, que dejaron en evidencia las disfunciones de tal desarticulación administrativa.

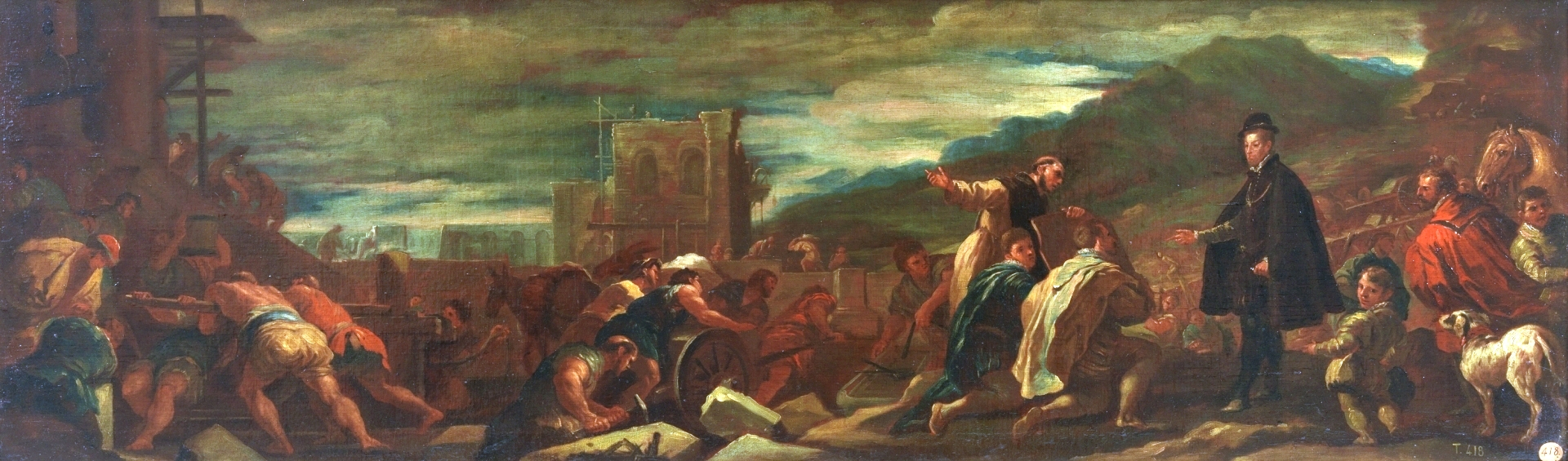
Felipe II supervisa las obras de El Escorial, por Luca Giordano. La construcción del Monasterio de San Lorenzo de El Escorial puso en evidencia la desarticulación territorial de la región.

Pese a ello, el monarca impulsó la ejecución de importantes obras a lo largo de los 50 kilómetros que separan la Villa y Corte de San Lorenzo de El Escorial. Estaban dirigidas a hacerle más cómodo el viaje y de ellas se beneficiaron poblaciones como Galapagar (se erige el Puente Nuevo sobre el río Guadarrama), Torrelodones (Juan de Herrera diseña el Real Aposento de Torrelodones, donde descansaba el monarca camino del monasterio) o El Escorial (se reforma el Monasterio de Prestado, que sirve de residencia al rey en los veinte años que duraron las obras, y se edifica la imponente iglesia de San Bernabé).
La ciudad de Madrid extiende así su área de influencia, más allá de su concejo, y empieza a configurarse la actual provincia, aunque solo en la práctica. Aún quedan tres siglos para que esta sea una verdadera realidad administrativa.
Aunque el término provincia no tenía rango jurisdiccional, la expresión se utilizaba frecuentemente en la documentación fiscal de los siglos XVI y XVII. En el año 1591, incluso, se elaboró el Censo de la población de las provincias y partidos de la Corona de Castilla, un intento de definición territorial en el que se trazaron los límites de las provincias castellanas. Parte del territorio actual de la provincia de Madrid se lo repartían de forma fragmentada y dispersa Ávila, Guadalajara, Segovia y Toledo, al tiempo que Madrid se adentraba en las tierras que hoy ocupan Toledo y Guadalajara.
Convertida en centro político, económico y cultural del país, la ciudad de Madrid vivió su máximo apogeo entre los siglos XVI y XVII, cuando coincidieron en la capital Cervantes (Alcalá de Henares, 1547), Quevedo (Madrid, 1580), Calderón de la Barca (Madrid, 1600), Lope de Vega (Madrid, 1562), Luis de Góngora (Córdoba, 1561) y Tirso de Molina (Madrid, 1579), entre otros literatos. La ciudad era entonces la capital internacional del teatro, junto con Londres, y en el siglo XVII fue uno de los principales focos pictóricos del mundo, de la mano de Velázquez (Sevilla, 1599) y la Escuela madrileña de pintura. El Teatro Español, construido sobre el solar del Corral del Príncipe —uno de los primeros teatros barrocos del mundo—, y el Barrio de las Letras dan cuenta de aquel esplendor literario. Y el rico patrimonio pictórico de la ciudad, conservado preferentemente en el Museo del Prado, informa de la importancia artística adquirida.
En el terreno de la escultura, Madrid acoge a artistas tanto españoles como internacionales. El italiano Pietro Tacca (Carrara, 1577) es el autor de la primera estatua ecuestre del mundo que se sujeta sobre las dos patas traseras del caballo. Se trata de la efigie de Felipe IV, situada en el centro de la Plaza de Oriente, diseñada a partir de una pintura de Velázquez y realizada sobre cálculos matemáticos atribuidos a Galileo Galilei (Pisa, Italia, 1564).

## La Ilustración

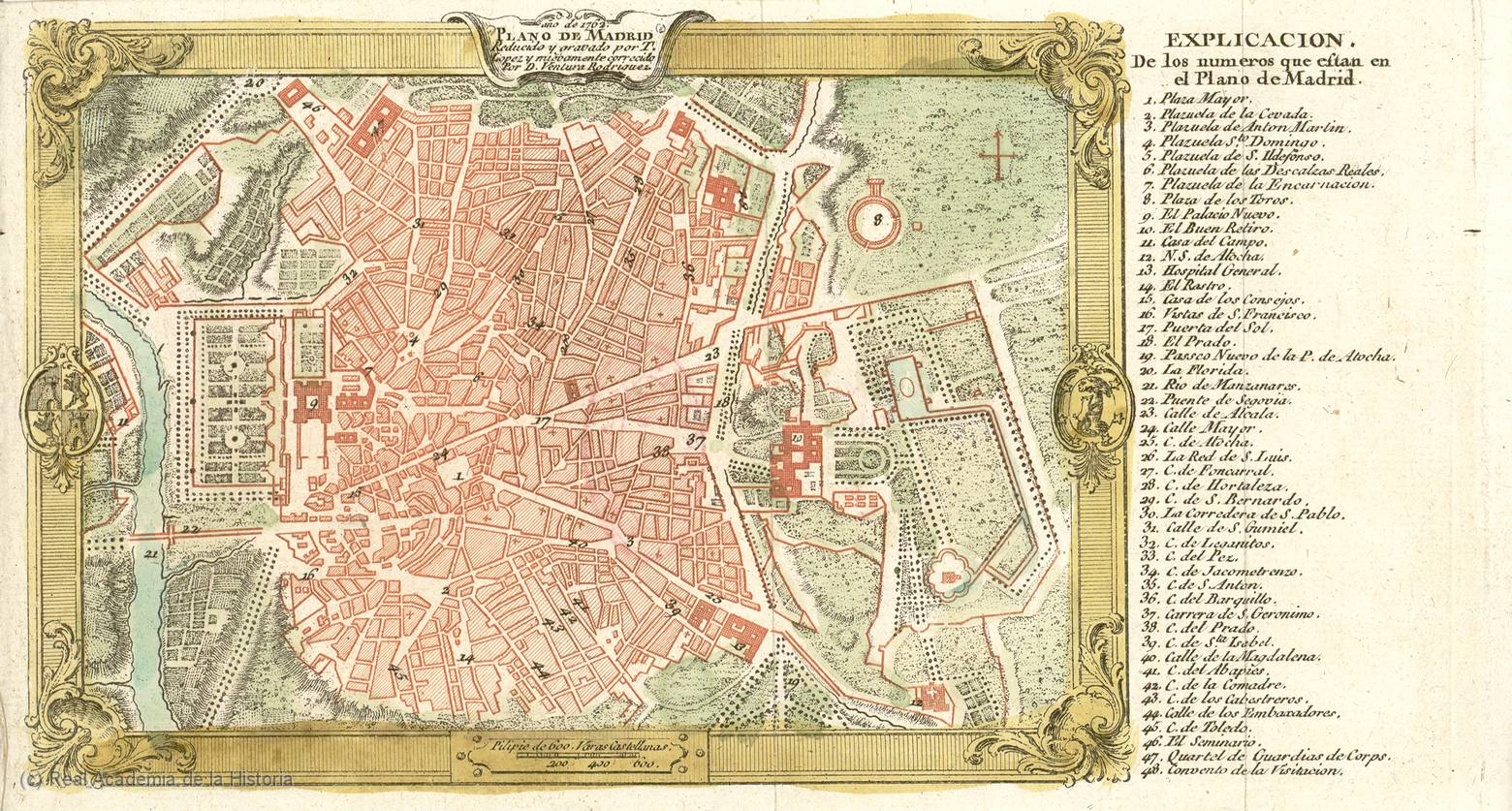
Plano de Madrid, del año 1762.

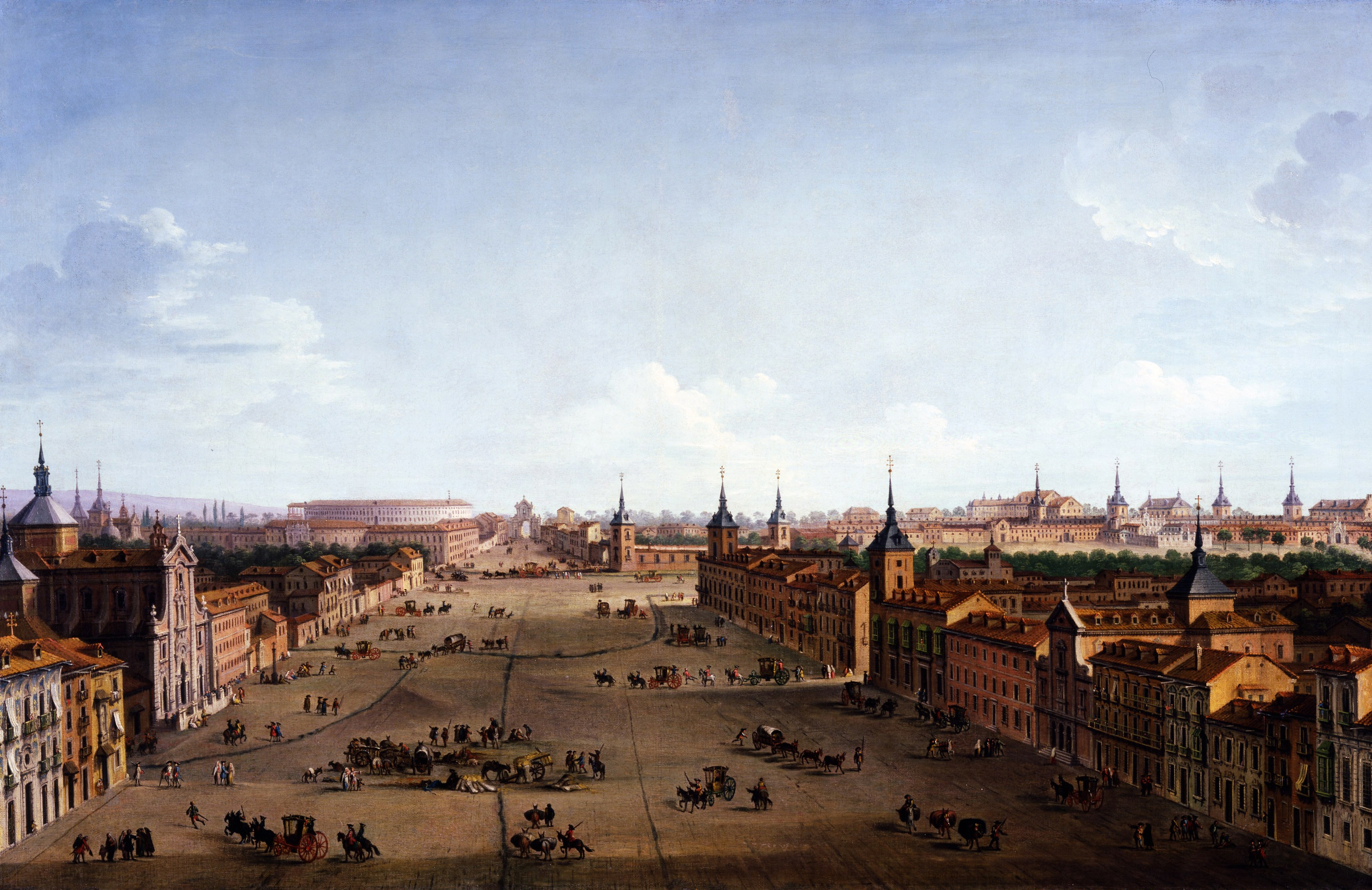
Madrid en el, por Antonio Joli.

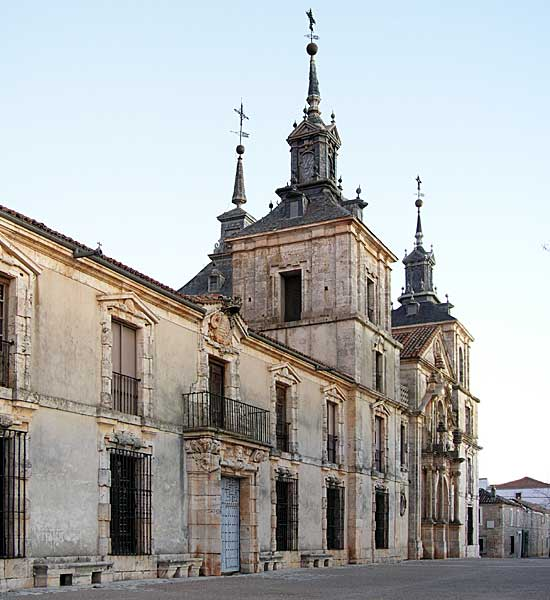
Palacio-iglesia de Goyeneche, en el conjunto histórico-artístico de Nuevo Baztán, construido por José de Churriguera a principios del.

La capitalidad dispara el crecimiento demográfico de Madrid, que se convirtió en la ciudad más habitada de la monarquía española, apenas un siglo después de ser elegida capital, con 120.000 habitantes. Pero, curiosamente, no se produjo el mismo efecto en las poblaciones aledañas. Realmente esta ha sido una constante en la evolución histórica de la región: mientras que la ciudad prácticamente no ha parado de crecer desde su fundación —en el siglo IX— hasta nuestros días, la mayor parte de los núcleos urbanos colindantes ha visto truncado cualquier tipo de desarrollo.
Solo es posible hablar de una auténtica expansión de los pueblos que hoy conforman la Comunidad de Madrid a partir de bien entrado el siglo XX, cuando se configura el área metropolitana.
Este doble efecto tiene su origen en la comentada desarticulación administrativa del entorno más próximo al concejo madrileño, heredada del régimen señorial de la Baja Edad Media, que dificultaba tareas tan básicas como el abastecimiento de la urbe. A todo ello se añade el status especial alcanzado por los Reales Sitios, constituidos en el Renacimiento. A los de El Pardo, Aranjuez y San Lorenzo de El Escorial se les suma en el siglo XVIII el de San Fernando de Henares, que surge en 1746 alrededor de la Real Fábrica de Tapices ordenada construir por Felipe V. Otras poblaciones también quedan vinculadas con la realeza; es el caso de Boadilla del Monte, donde el arquitecto Ventura Rodríguez erige en 1764 el Palacio del Infante Don Luis, hijo de Felipe V.
Encorsetada en un entorno territorial carente de toda organización administrativa, la nueva ciudad imperial buscaba sus suministros en zonas agrarias cada vez más lejanas, en las dos mesetas. Al tiempo que Madrid absorbía un mayor volumen de renta procedente de todo el país, su territorio colindante —en manos de casas nobiliarias y del poder eclesiástico o bajo el influjo real— tendía a empobrecerse, sin posibilidad alguna de desarrollarse un tejido socioeconómico acorde con las necesidades de la capitalidad.
Hubo algunos intentos en el siglo XVIII encaminados a poner fin a esta situación. En la época de Felipe V, se creó, a escala nacional, la figura de las Intendencias, con poder político-administrativo. Sin embargo, la Intendencia de Madrid no resolvió el problema de raíz y la actual provincia continuó fragmentada en varios dominios, si bien se racionalizaron los procesos a la hora de ejecutar proyectos centralizados.
Otro de los problemas que la capitalidad puso en evidencia fue la ausencia de infraestructuras. El entramado de caminos de la Submeseta Sur tenía su centro en Toledo y hubo que articular una red para garantizar el abastecimiento de la ciudad. Del siglo XVII data la estructura radial de las comunicaciones españolas, que tiene su punto neurálgico en la ciudad de Madrid.

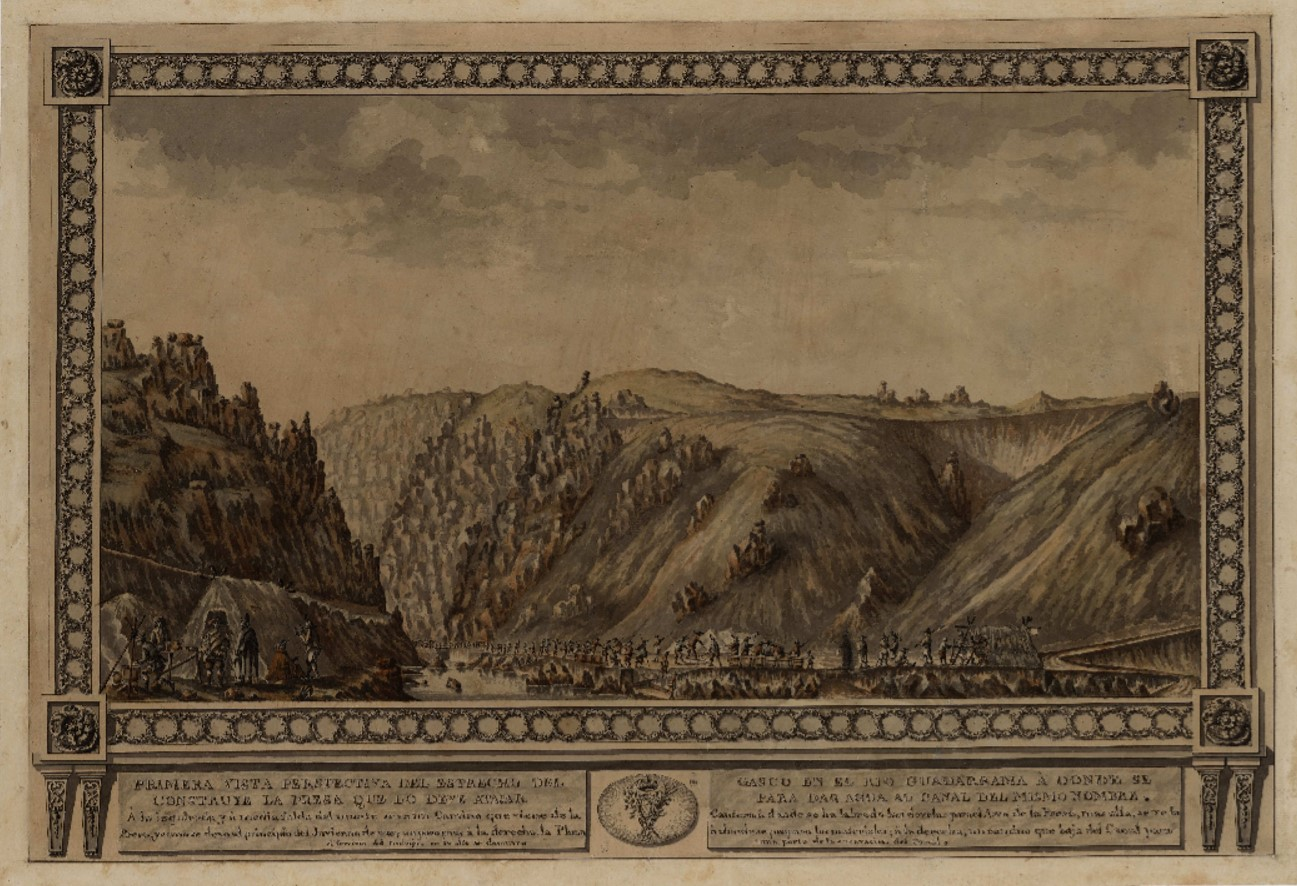
Vista de las obras en la presa del Gasco durante el

Incluso se diseñó un proyecto para hacer navegable el río Manzanares, ideado por Carlos Lemaur, en la línea de las grandes obras hidráulicas de la Ilustración. Se trata del fallido canal del Guadarrama, río que hubiera prestado sus aguas al Manzanares. Aún se conservan las ruinas de la presa de El Gasco (Torrelodones), el punto de origen de este colosal proyecto de ingeniería, que hubiera sido, en su momento, la presa más alta del mundo (en torno a los 90 metros).
A lo largo del siglo XVIII, la Villa de Madrid se transforma al compás de grandes obras urbanísticas y nuevas construcciones, bajo el impulso de los reyes. Destaca la labor de Carlos III, el rey ilustrado, que dotó a la ciudad de algunos de sus más bellos edificios y monumentos, al tiempo que promovió la creación de instituciones sociales, económicas y culturales, que aún perviven. En este siglo se erigieron el Palacio Real, iniciado con Felipe V y finalizado durante el mandato de Carlos III, y el Museo del Prado, que se concibió originalmente como Real Gabinete de Historia Natural.
Madrid se situó así a la vanguardia europea, al compás de las corrientes ilustradas. Fue una de las primeras ciudades del mundo en contar con un Observatorio Astronómico, un Museo de Ciencias Naturales y un Jardín Botánico, entre otras instituciones.
Junto con el impulso real, la aristocracia también emprendió importantes obras arquitectónicas, dirigidas a renovar sus palacios y residencias. En el siglo XVIII se construyeron los palacios de Miraflores, Tepa, Ugena, Perales, Grimaldi, Liria (residencia de la Casa de Alba) y Buenavista (en la actualidad, sede del Cuartel General del Ejército de Tierra).
La fiebre constructora de la Ilustración tomó el relevo del foco pictórico del siglo XVII. Mientras que la Escuela madrileña de pintura languidecía, surgía una brillante generación de arquitectos madrileños: Pedro de Ribera (Madrid, 1681), Juan de Villanueva (Madrid, 1739) y Ventura Rodríguez (Ciempozuelos, 1717) materializaban los proyectos reales. Este último diseñó los tres conjuntos escultóricos del Salón del Prado, las fuentes de Cibeles, Neptuno y Apolo, convertidas en símbolos de la ciudad. A caballo entre los siglos XVII y XVIII, se sitúa José de Churriguera (Madrid, 1665), responsable del conjunto urbanístico y monumental del pueblo de Nuevo Baztán, en el que sobresale el palacio-iglesia de Goyeneche (1709-1713).

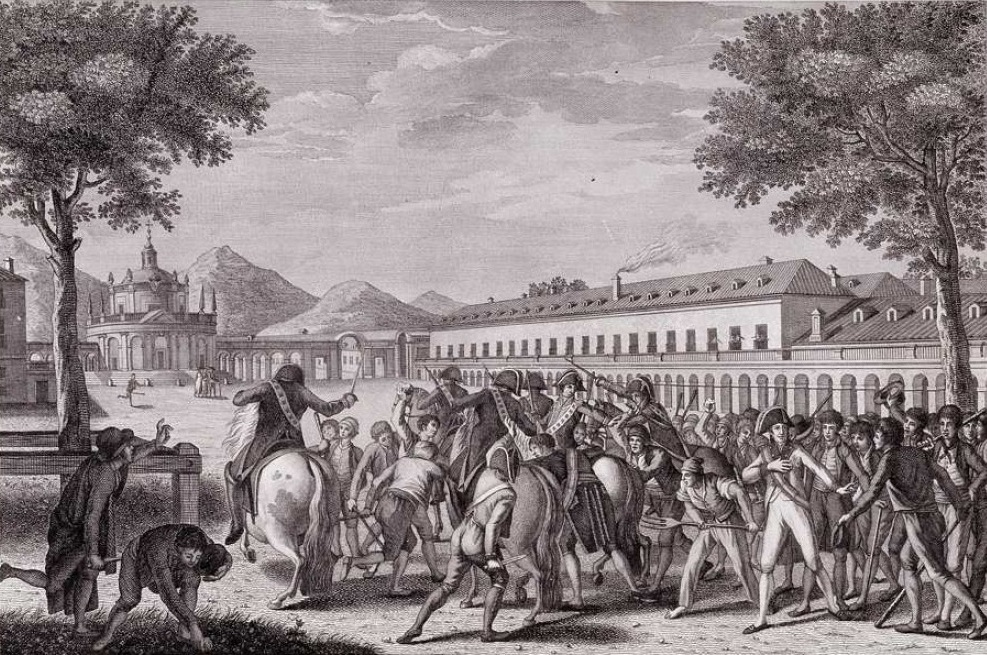
Caída y prisión del príncipe de la Paz, durante el motín de Aranjuez de 1808

La segunda edad de oro que vive la Villa de Madrid oscurece el protagonismo de los restantes núcleos urbanos de la región, tanto en el plano socioeconómico como cultural. Ni siquiera Alcalá de Henares, que aún mantiene abierta su universidad, consigue despuntar en el nuevo contexto de la región, acaparado por el empuje de la capital. Las únicas excepciones son los Reales Sitios, que florecen bajo el influjo de la monarquía, como prueba el frenesí urbanístico que viven San Lorenzo de El Escorial (las Casas de Infantes, la Casita del Príncipe y el teatro Real Coliseo de Carlos III datan del siglo XVIII) y Aranjuez (ciudad que, en este siglo, ve nacer alguno de sus jardines, además de notables edificios, como la Casa del Labrador).
La villa de Madrid cierra el siglo XVIII con 156 672 habitantes, según el censo realizado en 1787, el primero, con carácter oficial, que se realiza en la capital.

## De provincia a comunidad autónoma

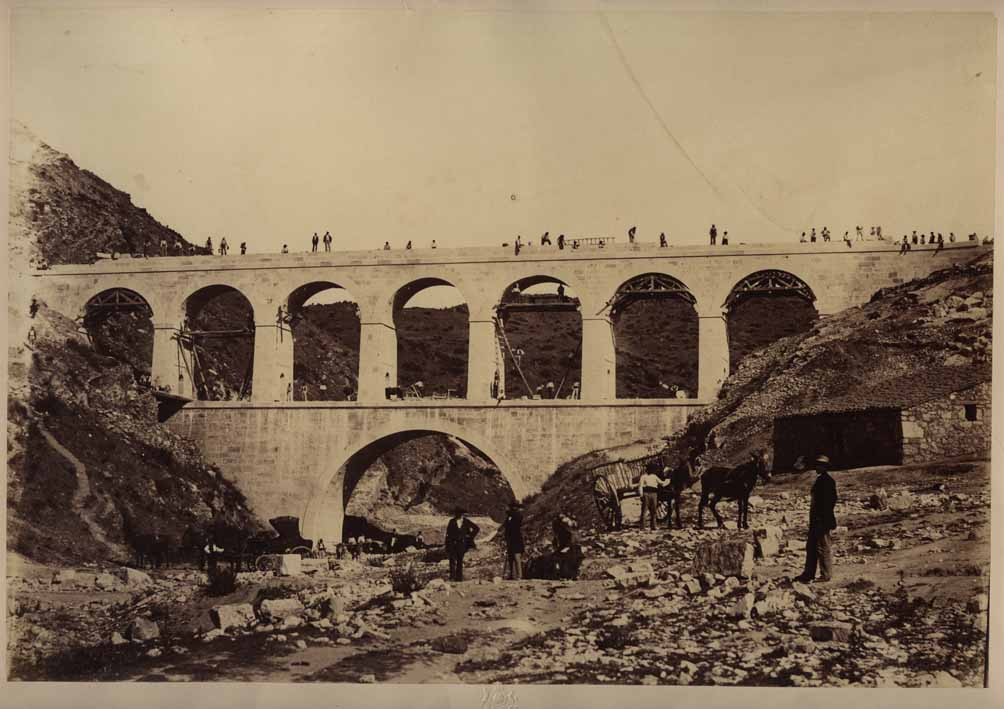
Construcción del puente-acueducto de la sima, parte del Canal de Isabel II, en 1854, por Charles Clifford.

El territorio de la Comunidad de Madrid alcanzó a grandes rasgos sus límites territoriales actuales en 1833 con la división de España en provincias impulsada por Javier de Burgos. En esta división, la provincia de Madrid fue adscrita a la región de Castilla la Nueva, la cual, como el resto de regiones, constituía apenas una clasificación, al carecer de cualquier órgano o institución administrativa. 

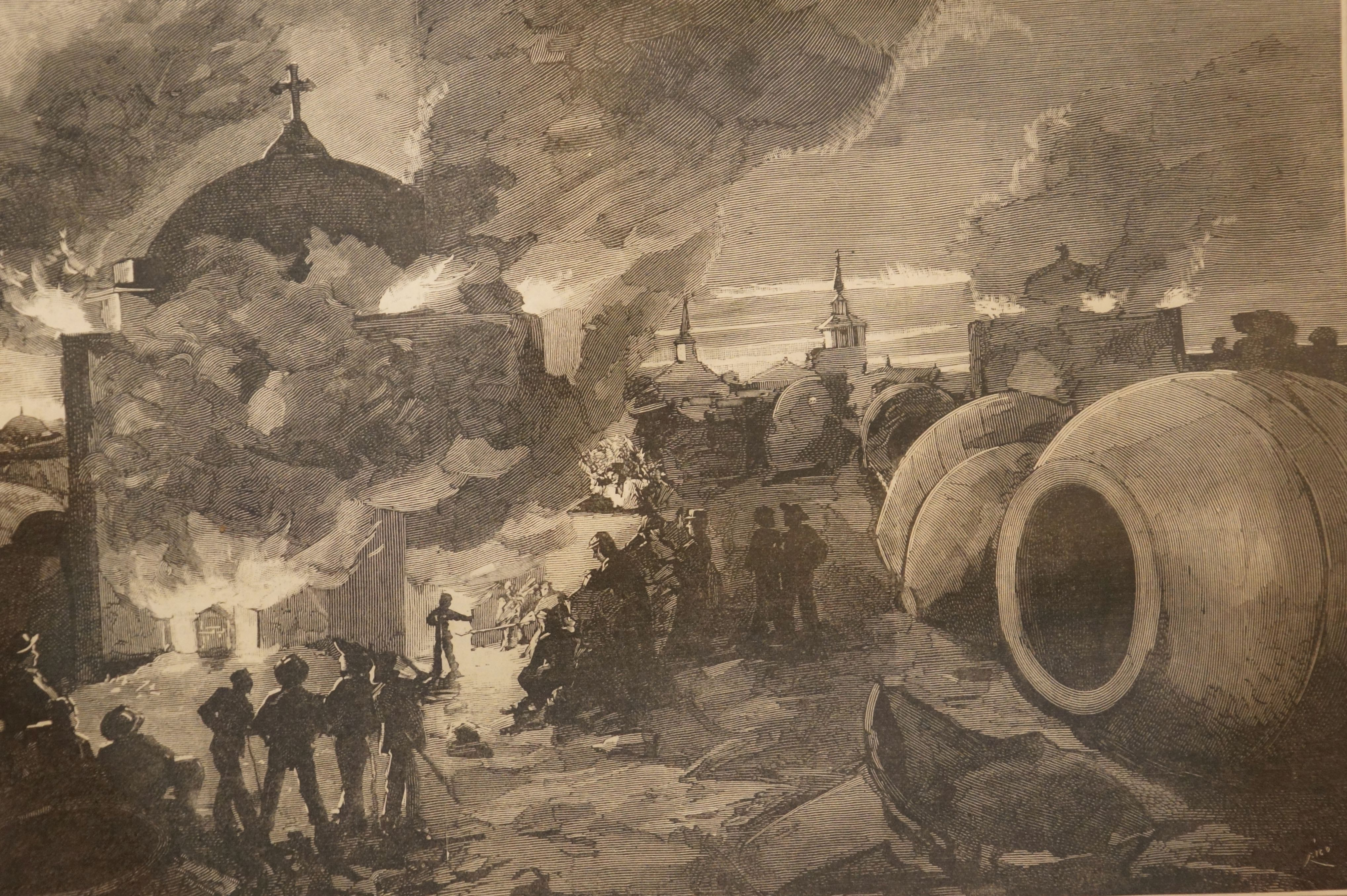
Fabricación de tinajones en Colmenar de Oreja, por Ulpiano Checa.

Un cambio modesto a los límites provinciales de 1833 tendría lugar en 1850, cuando el diminuto municipio de Valdeavero —de 19 km² de extensión y hasta entonces perteneciente a la provincia de Guadalajara— fue incorporado a la provincia de Madrid.
Uno de los principales límites hasta entonces al crecimiento de población de la capital, el abastecimiento de agua, experimentó un cambio sustancial con la llegada a la ciudad de Madrid en 1858 del agua del Lozoya mediante la inauguración de la traída del Canal de Isabel II.
En decadencia desde mediados del siglo XVIII, Alcalá de Henares experimentó una relativa recuperación demográfica y económica en la segunda mitad del siglo XIX, cimentada en su adquirida condición de destacamento militar, al cual que se incorporó un núcleo industrial embrionario.

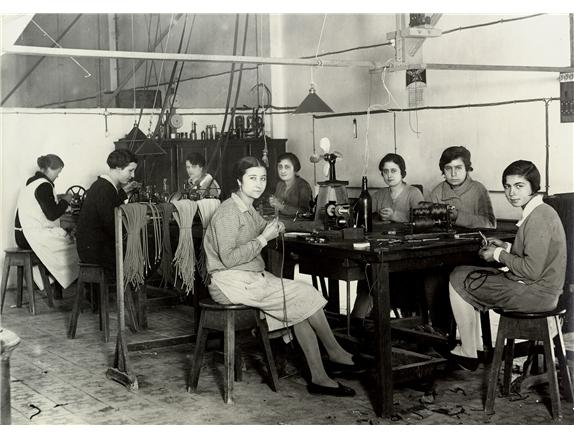
Trabajadoras en una fábrica de líneas de teléfonos de Ericsson en Getafe (1924).

Durante el reinado de Fernando VII el sur de la provincia estaba constituido por pequeños núcleos agrícolas de reducida población. Entre ellos despuntaba en población Getafe, que se constituiría en 1834 en cabeza de partido judicial, demarcación en la cual la actividad económica predominante continuaba siendo la agricultura de secano. A mediados del siglo XIX llegaría el ferrocarril a la región, con la línea entre Madrid y Aranjuez.

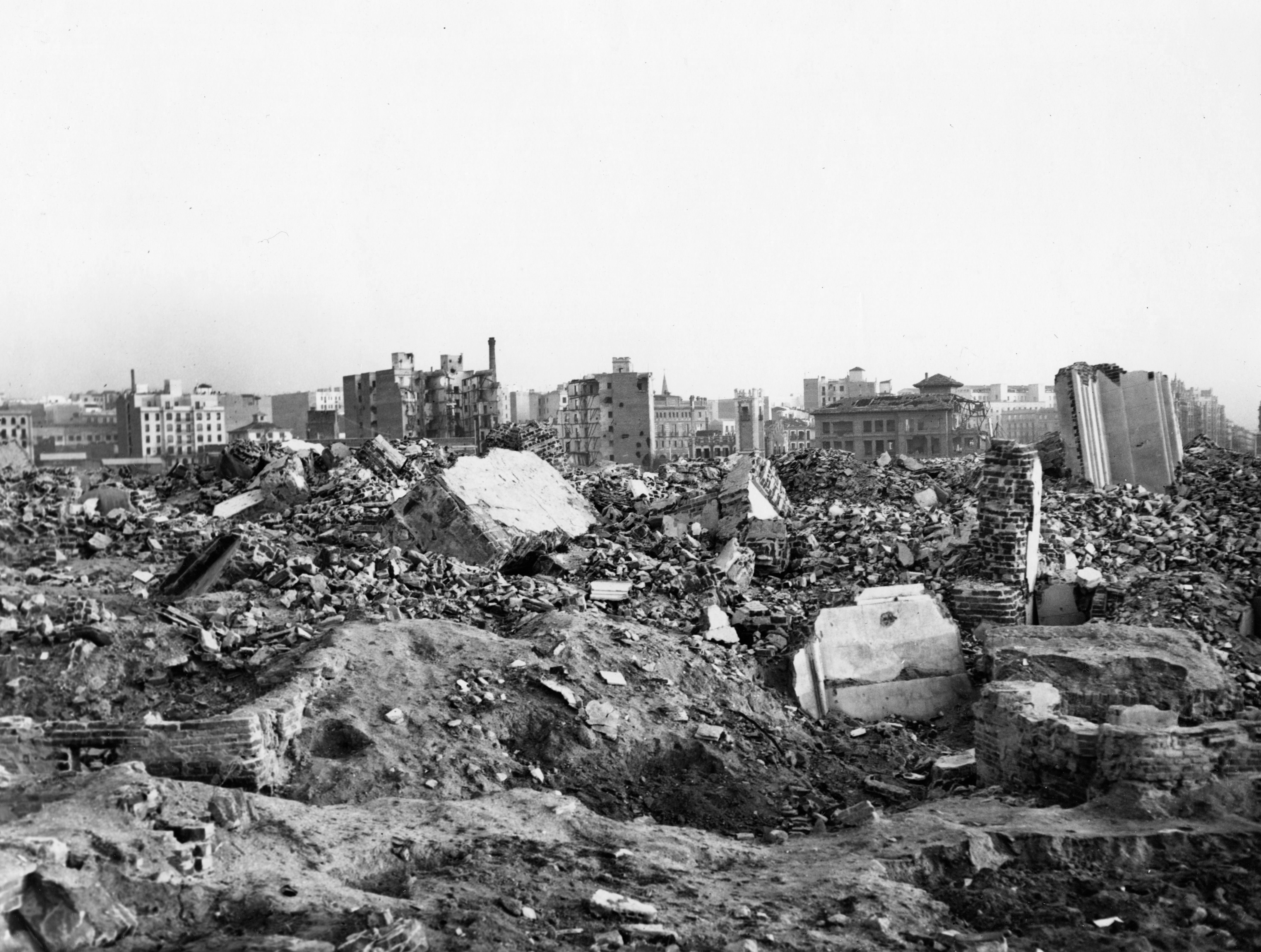
Estado del edificio de la diputación de Madrid en 1939

Durante la guerra civil española (1936-1939), el territorio de la provincia quedó separado por el frente, con el sudoeste de la provincia controlado por el bando sublevado, y la capital y buena parte del resto de la provincia por el bando leal a la República. La ciudad de Madrid fue blanco de un sinfín de bombardeos durante el conflicto, siendo la primera gran urbe en Europa en sufrir este tipo de ataques sistemáticos y masivos desde el aire.
A partir de la década de 1970 comienza de forma incipiente el trasvase poblacional de la capital a los municipios del área metropolitana, proceso que se acentúa con el inicio de la autonomía, acompañado de un fuerte descenso de la natalidad.
El Estatuto de Autonomía de la Comunidad de Madrid fue aprobado el 1 de marzo de 1983. La provincia de Madrid se conformó como comunidad autónoma bajo la Ley Orgánica 3/1983, del 25 de febrero (BOE 1-3-83) y con la denominación de Comunidad de Madrid, si bien nunca tuvo una entidad administrativa importante como Comunidad, aparte de ser la capital española, pero había que distinguirla unicamente por este hecho.
Por su parte, las provincias de Ciudad Real, Cuenca, Guadalajara y Toledo (que pertenecían a Castilla la Nueva), junto con la de Albacete (que estaba integrada en la región de Murcia), constituyeron la comunidad autónoma de Castilla-La Mancha.
Desde el nacimiento de la comunidad autónoma han desempeñado la presidencia del gobierno regional: Joaquín Leguina (1983-1995), del PSOE; Alberto Ruiz-Gallardón (1995-2003); Esperanza Aguirre (2003-2012); Ignacio González (2012-2015); Cristina Cifuentes (2015-2018) y Ángel Garrido (desde 2018), del PP.

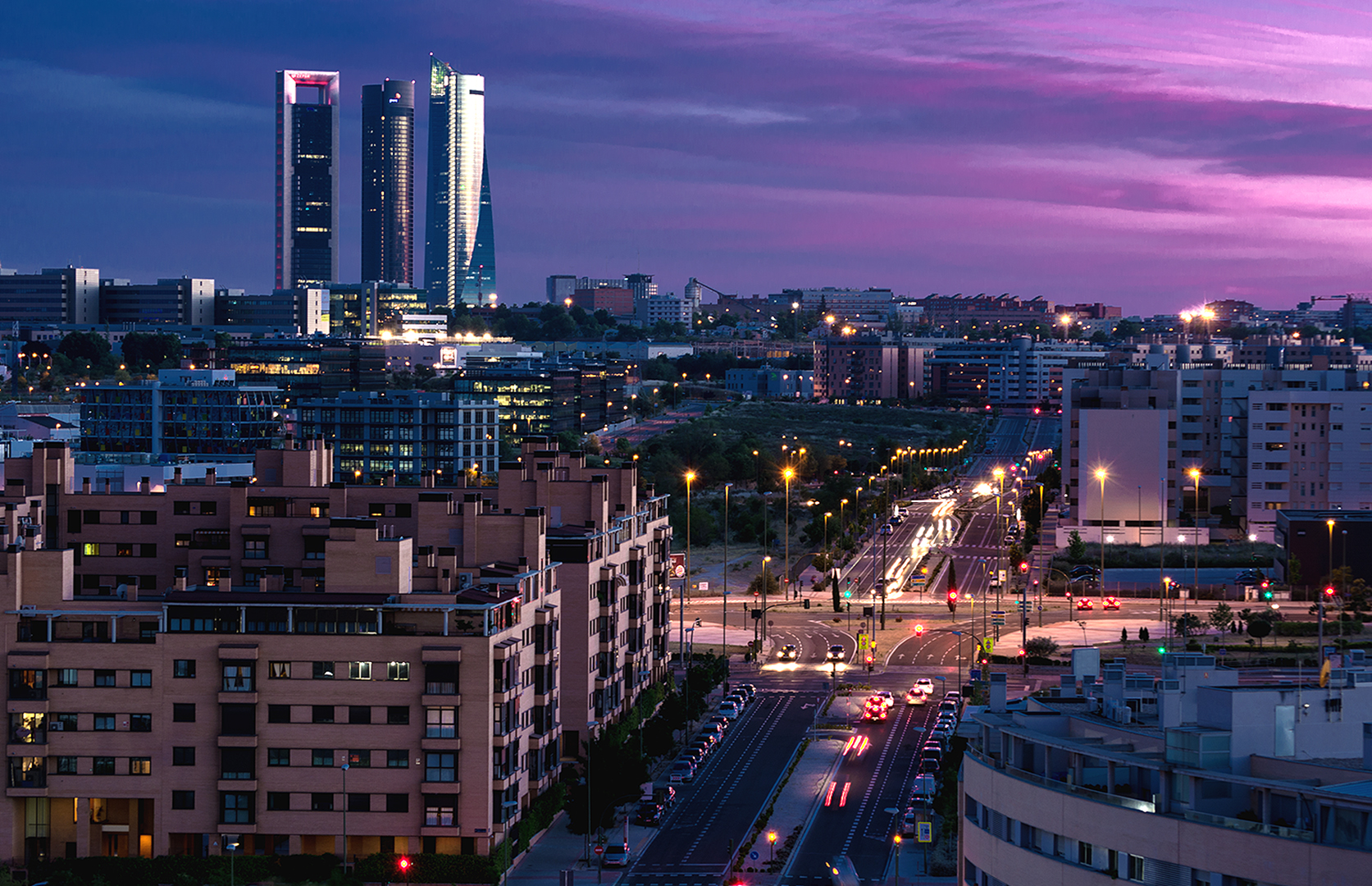
Anochecer en Las Tablas en 2015

Durante los veinticinco primeros años del período autonómico la región pasó a liderar el crecimiento económico en el Estado, constituyéndose como plataforma para la internacionalización de la economía española, presentando una marcada preponderancia del sector servicios. También tuvo con el cambio de siglo la economía presentó un fuerte empuje el sector de la construcción. El período estuvo marcado desde un punto de vista económico por la condición de la comunidad autónoma de polo de acogida de inmigración, por su condición de nodo de transportes en la geografía española y por su condición de centro científico y cultural del país.